# Котов Олександр Олександрович (шахіст)
Олександр Олександрович Котов (12 серпня (30 липня ст. ст.) 1913, Тула — 7 січня 1981, Москва) — російський радянський шахіст і шаховий літератор. Міжнародний гросмейстер (1950), міжнародний арбітр із шахів.
Учасник міжзональних турнірів у Сальтшебадені 1948 (4-те місце) і Стокгольмі 1952 (1-ше місце), а також турнірів претендентів у Будапешті 1950 (6-те м.) і Цюриху 1953 (8—9-те місця). Чемпіон СРСР 1948 (1-2-ге місця; з Бронштейном), віце-чемпіон СРСР 1939. Переможець шахових олімпіад 1952 і 1954 у складі збірної СРСР.  Заслужений майстер спорту СРСР (1948). Орден Леніна (1944).

## Життєпис
Батько — Олександр Єгорович Котов, слюсар Тульського збройового заводу.
Хлопець змалку любив шашки, а про шахи взнав уже в старших класах. Першими шаховими суперниками були однокласники, згодом ходив до парку біля стін Тульського кремля, де збиралися шахісти міста. 1928 року посів 4-те місце в чемпіонаті Тули. Чемпіон міста 1929 і 1930 років. Першим справжнім шаховим наставником був знаний місцевий шахіст Віталій Рудаков — працівник бібліотеки Тульського збройового заводу. Він допомагав Котову шукати шахову літературу та поглиблювати теоретичні знання.
1930 року вступив у щойно відкритий Тульський військово-механічний інститут. Виступав в обласних і міжобласних профспілкових турнірах за команду Тульського збройового заводу. На одному з профспілкових турнірів у Ленінграді (1933) показав найкращий результат на першій шахівниці. За правилами, найкращий шахіст на першій шахівниці отримає шанс зіграти матч за звання майстра. Однак Котов тоді мав тільки 2-гу категорію, а не першу, яка дає право змагатися за звання майстра. Молодому шахісту з Тули дозволили, як виняток, взяти участь у півфіналі відкритої першості Москви 1934 року. Там Котов поділив 1-2-ге місця з майбутнім майстром Олександром Чистяковим, який тоді мав 1-шу категорію.
Над дипломним проектом працював кілька місяців у Москві на заводі «Червоний пролетар». Керівником роботи був начальником конструкторського бюро заводу Олександр Капустін. На початку 1935 року захистив у стінах Тульського військово-механічного інституту на оцінку «відмінно» дипломний проект «Складальний цех для випуску токарно-гвинторізних верстатів ДИП-200 кількістю 2000 штук на рік» і отримав диплом інженера-механіка з холодної обробки металів.
Після закінчення інституту переїхав у Москву. У чемпіонаті СРСР дебютував 1939 року, одразу посів друге місце (після М. Ботвинника). Чемпіон Москви (1941). Під час німецько-радянської війни Олександр Котов працював у конструкторському бюро, розробляючи нові мінометні системи. Саме йому належала ідея вдосконалення 120-міліметрового міномета. За нову модель ПМ-43 Олександр Котов отримав найвищу радянську нагороду — Орден Леніна (1944).
Учасник першого великого післявоєнного турніру — в Ґронінґені 1946 року. Загалом, зіграв посередньо (9,5 очка із 19; 10-12-те місця), однак в очних партіях зумів перемогти чемпіонів СРСР (Ботвинник), Голландії (Ейве) та США (Денкер).
Поділив з Давидом Бронштейном перше-друге місця в чемпіонаті Радянського Союзу 1948 року. Загалом, 9 разів грав у чемпіонаті СРСР, після війни також високі місця посідав 1945 (4-6-те місця) і 1949 року (5-7-ме місця). Наприкінці 1940-х почався період найбільших успіхів Котова. Результати в міжзональних турнірах у Сальтшебадені 1948 (4-те місце) і Стокгольмі 1952 (1-ше місце — найвище шахове досягнення в кар'єрі), а також у турнірах претендентів у Будапешті 1950 (6-те м.) і Цюриху 1953 (8—9-те місця) показали, що Олександр Котов входив на той час до шахової еліти світу.
Таємниці оволодіння шаховою майстерністю він розкрив у низці книг і статей. Найвідоміші з них — «Таємниці мислення шахіста» (1970) і «Як стати гросмейстером» (1985), яка вийшла вже після смерті Котова.
Багато років присвятив вивченню життєвого і творчого шляху четвертого чемпіона світу з шахів, свого співвітчизника Олександра Алехіна. На декілька мов були перекладена його капітальна двотомна праця «Шахова спадщина Алехіна» і роман «Білі і чорні». Цей роман, присвячений життю Алехіна, став основою для написаного спільно з Ю. М. Вишинським сценарію до фільму «Білий сніг Росії».
Голова правління Центрального шахового клубу СРСР (1956—1981). Був заступником голови Шахової федерації СРСР. За спогадами шахового композитора Андрія Селіванова, Котов був різким противником включення до чемпіонатів СРСР із шахової композиції «неортодоксальних» жанрів (кооперативний мат, самомат). Головний арбітр чоловічих олімпіад 1972 і 1974, а також інших міжнародних змагань. Один із організаторів і ведучий телевізійної програми «Шахматная школа». Віце-президент Асоціації дружби і культурного співробітництва з країнами Латинської Америки (1959—1981). За заслуги в області шахів нагороджений орденом «Знак Пошани» (1957).

## Етюди
Автор кількох етюдів.
Розв'язання етюду 1945 року: 1. f7 Т:a2+ 2. Кf6 Тa8 3. Кe8 Тa6+ 4. Крg5! (Білий король не сміє стати ні на сьому горизонталь через 4. … Тa7, ні на лінію «f» через 4. … Тa1(a2) з нічиєю) 4. … Тa5+ 5. Крg4 Тa4+ 6. Крg3(f3) Тa3+ 7. Крf2(e2) Тa2+ 8. Крe3 (Перейшовши благополучно через небезпечну вертикаль «f», білий король починає сходження вверх) 8. … Тa3+ 9. Крe4 Тa4+ 10. Крe5 Тa5+ 11. Крe6 Тa6+ 12. Крd7 Тa7+ 13. Крc7 із перемогою. Марш білого короля подібний до розв'язання етюду М. Карштедта 1911 року.
Розв'язання етюду 1977 року: 1. Сf1+ Крg3 2. e8Ф! Т:e8 3. deT! С:e8 4. Кd7 С:d7 5. b8К! Сf5 6. a8С! з перемогою. Етюд дивує незвичайними перетвореннями.
|   | a | b | c | d | e | f | g | h |   |
| 8 | a6 білий пішак · f6 білий пішак · g6 білий король · g4 білий кінь · a1 чорна тура · h1 чорний король | a6 білий пішак · f6 білий пішак · g6 білий король · g4 білий кінь · a1 чорна тура · h1 чорний король | a6 білий пішак · f6 білий пішак · g6 білий король · g4 білий кінь · a1 чорна тура · h1 чорний король | a6 білий пішак · f6 білий пішак · g6 білий король · g4 білий кінь · a1 чорна тура · h1 чорний король | a6 білий пішак · f6 білий пішак · g6 білий король · g4 білий кінь · a1 чорна тура · h1 чорний король | a6 білий пішак · f6 білий пішак · g6 білий король · g4 білий кінь · a1 чорна тура · h1 чорний король | a6 білий пішак · f6 білий пішак · g6 білий король · g4 білий кінь · a1 чорна тура · h1 чорний король | a6 білий пішак · f6 білий пішак · g6 білий король · g4 білий кінь · a1 чорна тура · h1 чорний король | 8 |
| 7 | a6 білий пішак · f6 білий пішак · g6 білий король · g4 білий кінь · a1 чорна тура · h1 чорний король | a6 білий пішак · f6 білий пішак · g6 білий король · g4 білий кінь · a1 чорна тура · h1 чорний король | a6 білий пішак · f6 білий пішак · g6 білий король · g4 білий кінь · a1 чорна тура · h1 чорний король | a6 білий пішак · f6 білий пішак · g6 білий король · g4 білий кінь · a1 чорна тура · h1 чорний король | a6 білий пішак · f6 білий пішак · g6 білий король · g4 білий кінь · a1 чорна тура · h1 чорний король | a6 білий пішак · f6 білий пішак · g6 білий король · g4 білий кінь · a1 чорна тура · h1 чорний король | a6 білий пішак · f6 білий пішак · g6 білий король · g4 білий кінь · a1 чорна тура · h1 чорний король | a6 білий пішак · f6 білий пішак · g6 білий король · g4 білий кінь · a1 чорна тура · h1 чорний король | 7 |
| 6 | a6 білий пішак · f6 білий пішак · g6 білий король · g4 білий кінь · a1 чорна тура · h1 чорний король | a6 білий пішак · f6 білий пішак · g6 білий король · g4 білий кінь · a1 чорна тура · h1 чорний король | a6 білий пішак · f6 білий пішак · g6 білий король · g4 білий кінь · a1 чорна тура · h1 чорний король | a6 білий пішак · f6 білий пішак · g6 білий король · g4 білий кінь · a1 чорна тура · h1 чорний король | a6 білий пішак · f6 білий пішак · g6 білий король · g4 білий кінь · a1 чорна тура · h1 чорний король | a6 білий пішак · f6 білий пішак · g6 білий король · g4 білий кінь · a1 чорна тура · h1 чорний король | a6 білий пішак · f6 білий пішак · g6 білий король · g4 білий кінь · a1 чорна тура · h1 чорний король | a6 білий пішак · f6 білий пішак · g6 білий король · g4 білий кінь · a1 чорна тура · h1 чорний король | 6 |
| 5 | a6 білий пішак · f6 білий пішак · g6 білий король · g4 білий кінь · a1 чорна тура · h1 чорний король | a6 білий пішак · f6 білий пішак · g6 білий король · g4 білий кінь · a1 чорна тура · h1 чорний король | a6 білий пішак · f6 білий пішак · g6 білий король · g4 білий кінь · a1 чорна тура · h1 чорний король | a6 білий пішак · f6 білий пішак · g6 білий король · g4 білий кінь · a1 чорна тура · h1 чорний король | a6 білий пішак · f6 білий пішак · g6 білий король · g4 білий кінь · a1 чорна тура · h1 чорний король | a6 білий пішак · f6 білий пішак · g6 білий король · g4 білий кінь · a1 чорна тура · h1 чорний король | a6 білий пішак · f6 білий пішак · g6 білий король · g4 білий кінь · a1 чорна тура · h1 чорний король | a6 білий пішак · f6 білий пішак · g6 білий король · g4 білий кінь · a1 чорна тура · h1 чорний король | 5 |
| 4 | a6 білий пішак · f6 білий пішак · g6 білий король · g4 білий кінь · a1 чорна тура · h1 чорний король | a6 білий пішак · f6 білий пішак · g6 білий король · g4 білий кінь · a1 чорна тура · h1 чорний король | a6 білий пішак · f6 білий пішак · g6 білий король · g4 білий кінь · a1 чорна тура · h1 чорний король | a6 білий пішак · f6 білий пішак · g6 білий король · g4 білий кінь · a1 чорна тура · h1 чорний король | a6 білий пішак · f6 білий пішак · g6 білий король · g4 білий кінь · a1 чорна тура · h1 чорний король | a6 білий пішак · f6 білий пішак · g6 білий король · g4 білий кінь · a1 чорна тура · h1 чорний король | a6 білий пішак · f6 білий пішак · g6 білий король · g4 білий кінь · a1 чорна тура · h1 чорний король | a6 білий пішак · f6 білий пішак · g6 білий король · g4 білий кінь · a1 чорна тура · h1 чорний король | 4 |
| 3 | a6 білий пішак · f6 білий пішак · g6 білий король · g4 білий кінь · a1 чорна тура · h1 чорний король | a6 білий пішак · f6 білий пішак · g6 білий король · g4 білий кінь · a1 чорна тура · h1 чорний король | a6 білий пішак · f6 білий пішак · g6 білий король · g4 білий кінь · a1 чорна тура · h1 чорний король | a6 білий пішак · f6 білий пішак · g6 білий король · g4 білий кінь · a1 чорна тура · h1 чорний король | a6 білий пішак · f6 білий пішак · g6 білий король · g4 білий кінь · a1 чорна тура · h1 чорний король | a6 білий пішак · f6 білий пішак · g6 білий король · g4 білий кінь · a1 чорна тура · h1 чорний король | a6 білий пішак · f6 білий пішак · g6 білий король · g4 білий кінь · a1 чорна тура · h1 чорний король | a6 білий пішак · f6 білий пішак · g6 білий король · g4 білий кінь · a1 чорна тура · h1 чорний король | 3 |
| 2 | a6 білий пішак · f6 білий пішак · g6 білий король · g4 білий кінь · a1 чорна тура · h1 чорний король | a6 білий пішак · f6 білий пішак · g6 білий король · g4 білий кінь · a1 чорна тура · h1 чорний король | a6 білий пішак · f6 білий пішак · g6 білий король · g4 білий кінь · a1 чорна тура · h1 чорний король | a6 білий пішак · f6 білий пішак · g6 білий король · g4 білий кінь · a1 чорна тура · h1 чорний король | a6 білий пішак · f6 білий пішак · g6 білий король · g4 білий кінь · a1 чорна тура · h1 чорний король | a6 білий пішак · f6 білий пішак · g6 білий король · g4 білий кінь · a1 чорна тура · h1 чорний король | a6 білий пішак · f6 білий пішак · g6 білий король · g4 білий кінь · a1 чорна тура · h1 чорний король | a6 білий пішак · f6 білий пішак · g6 білий король · g4 білий кінь · a1 чорна тура · h1 чорний король | 2 |
| 1 | a6 білий пішак · f6 білий пішак · g6 білий король · g4 білий кінь · a1 чорна тура · h1 чорний король | a6 білий пішак · f6 білий пішак · g6 білий король · g4 білий кінь · a1 чорна тура · h1 чорний король | a6 білий пішак · f6 білий пішак · g6 білий король · g4 білий кінь · a1 чорна тура · h1 чорний король | a6 білий пішак · f6 білий пішак · g6 білий король · g4 білий кінь · a1 чорна тура · h1 чорний король | a6 білий пішак · f6 білий пішак · g6 білий король · g4 білий кінь · a1 чорна тура · h1 чорний король | a6 білий пішак · f6 білий пішак · g6 білий король · g4 білий кінь · a1 чорна тура · h1 чорний король | a6 білий пішак · f6 білий пішак · g6 білий король · g4 білий кінь · a1 чорна тура · h1 чорний король | a6 білий пішак · f6 білий пішак · g6 білий король · g4 білий кінь · a1 чорна тура · h1 чорний король | 1 |
|   | a | b | c | d | e | f | g | h |   |

|   | a | b | c | d | e | f | g | h |   |
| 8 | b8 білий кінь · a7 білий пішак · b7 білий пішак · d7 білий пішак · e7 білий пішак · a6 білий слон · d6 білий пішак · g6 чорний слон · c3 білий пішак · e3 чорна тура · h3 чорний король · f2 чорний пішак · h1 білий король | b8 білий кінь · a7 білий пішак · b7 білий пішак · d7 білий пішак · e7 білий пішак · a6 білий слон · d6 білий пішак · g6 чорний слон · c3 білий пішак · e3 чорна тура · h3 чорний король · f2 чорний пішак · h1 білий король | b8 білий кінь · a7 білий пішак · b7 білий пішак · d7 білий пішак · e7 білий пішак · a6 білий слон · d6 білий пішак · g6 чорний слон · c3 білий пішак · e3 чорна тура · h3 чорний король · f2 чорний пішак · h1 білий король | b8 білий кінь · a7 білий пішак · b7 білий пішак · d7 білий пішак · e7 білий пішак · a6 білий слон · d6 білий пішак · g6 чорний слон · c3 білий пішак · e3 чорна тура · h3 чорний король · f2 чорний пішак · h1 білий король | b8 білий кінь · a7 білий пішак · b7 білий пішак · d7 білий пішак · e7 білий пішак · a6 білий слон · d6 білий пішак · g6 чорний слон · c3 білий пішак · e3 чорна тура · h3 чорний король · f2 чорний пішак · h1 білий король | b8 білий кінь · a7 білий пішак · b7 білий пішак · d7 білий пішак · e7 білий пішак · a6 білий слон · d6 білий пішак · g6 чорний слон · c3 білий пішак · e3 чорна тура · h3 чорний король · f2 чорний пішак · h1 білий король | b8 білий кінь · a7 білий пішак · b7 білий пішак · d7 білий пішак · e7 білий пішак · a6 білий слон · d6 білий пішак · g6 чорний слон · c3 білий пішак · e3 чорна тура · h3 чорний король · f2 чорний пішак · h1 білий король | b8 білий кінь · a7 білий пішак · b7 білий пішак · d7 білий пішак · e7 білий пішак · a6 білий слон · d6 білий пішак · g6 чорний слон · c3 білий пішак · e3 чорна тура · h3 чорний король · f2 чорний пішак · h1 білий король | 8 |
| 7 | b8 білий кінь · a7 білий пішак · b7 білий пішак · d7 білий пішак · e7 білий пішак · a6 білий слон · d6 білий пішак · g6 чорний слон · c3 білий пішак · e3 чорна тура · h3 чорний король · f2 чорний пішак · h1 білий король | b8 білий кінь · a7 білий пішак · b7 білий пішак · d7 білий пішак · e7 білий пішак · a6 білий слон · d6 білий пішак · g6 чорний слон · c3 білий пішак · e3 чорна тура · h3 чорний король · f2 чорний пішак · h1 білий король | b8 білий кінь · a7 білий пішак · b7 білий пішак · d7 білий пішак · e7 білий пішак · a6 білий слон · d6 білий пішак · g6 чорний слон · c3 білий пішак · e3 чорна тура · h3 чорний король · f2 чорний пішак · h1 білий король | b8 білий кінь · a7 білий пішак · b7 білий пішак · d7 білий пішак · e7 білий пішак · a6 білий слон · d6 білий пішак · g6 чорний слон · c3 білий пішак · e3 чорна тура · h3 чорний король · f2 чорний пішак · h1 білий король | b8 білий кінь · a7 білий пішак · b7 білий пішак · d7 білий пішак · e7 білий пішак · a6 білий слон · d6 білий пішак · g6 чорний слон · c3 білий пішак · e3 чорна тура · h3 чорний король · f2 чорний пішак · h1 білий король | b8 білий кінь · a7 білий пішак · b7 білий пішак · d7 білий пішак · e7 білий пішак · a6 білий слон · d6 білий пішак · g6 чорний слон · c3 білий пішак · e3 чорна тура · h3 чорний король · f2 чорний пішак · h1 білий король | b8 білий кінь · a7 білий пішак · b7 білий пішак · d7 білий пішак · e7 білий пішак · a6 білий слон · d6 білий пішак · g6 чорний слон · c3 білий пішак · e3 чорна тура · h3 чорний король · f2 чорний пішак · h1 білий король | b8 білий кінь · a7 білий пішак · b7 білий пішак · d7 білий пішак · e7 білий пішак · a6 білий слон · d6 білий пішак · g6 чорний слон · c3 білий пішак · e3 чорна тура · h3 чорний король · f2 чорний пішак · h1 білий король | 7 |
| 6 | b8 білий кінь · a7 білий пішак · b7 білий пішак · d7 білий пішак · e7 білий пішак · a6 білий слон · d6 білий пішак · g6 чорний слон · c3 білий пішак · e3 чорна тура · h3 чорний король · f2 чорний пішак · h1 білий король | b8 білий кінь · a7 білий пішак · b7 білий пішак · d7 білий пішак · e7 білий пішак · a6 білий слон · d6 білий пішак · g6 чорний слон · c3 білий пішак · e3 чорна тура · h3 чорний король · f2 чорний пішак · h1 білий король | b8 білий кінь · a7 білий пішак · b7 білий пішак · d7 білий пішак · e7 білий пішак · a6 білий слон · d6 білий пішак · g6 чорний слон · c3 білий пішак · e3 чорна тура · h3 чорний король · f2 чорний пішак · h1 білий король | b8 білий кінь · a7 білий пішак · b7 білий пішак · d7 білий пішак · e7 білий пішак · a6 білий слон · d6 білий пішак · g6 чорний слон · c3 білий пішак · e3 чорна тура · h3 чорний король · f2 чорний пішак · h1 білий король | b8 білий кінь · a7 білий пішак · b7 білий пішак · d7 білий пішак · e7 білий пішак · a6 білий слон · d6 білий пішак · g6 чорний слон · c3 білий пішак · e3 чорна тура · h3 чорний король · f2 чорний пішак · h1 білий король | b8 білий кінь · a7 білий пішак · b7 білий пішак · d7 білий пішак · e7 білий пішак · a6 білий слон · d6 білий пішак · g6 чорний слон · c3 білий пішак · e3 чорна тура · h3 чорний король · f2 чорний пішак · h1 білий король | b8 білий кінь · a7 білий пішак · b7 білий пішак · d7 білий пішак · e7 білий пішак · a6 білий слон · d6 білий пішак · g6 чорний слон · c3 білий пішак · e3 чорна тура · h3 чорний король · f2 чорний пішак · h1 білий король | b8 білий кінь · a7 білий пішак · b7 білий пішак · d7 білий пішак · e7 білий пішак · a6 білий слон · d6 білий пішак · g6 чорний слон · c3 білий пішак · e3 чорна тура · h3 чорний король · f2 чорний пішак · h1 білий король | 6 |
| 5 | b8 білий кінь · a7 білий пішак · b7 білий пішак · d7 білий пішак · e7 білий пішак · a6 білий слон · d6 білий пішак · g6 чорний слон · c3 білий пішак · e3 чорна тура · h3 чорний король · f2 чорний пішак · h1 білий король | b8 білий кінь · a7 білий пішак · b7 білий пішак · d7 білий пішак · e7 білий пішак · a6 білий слон · d6 білий пішак · g6 чорний слон · c3 білий пішак · e3 чорна тура · h3 чорний король · f2 чорний пішак · h1 білий король | b8 білий кінь · a7 білий пішак · b7 білий пішак · d7 білий пішак · e7 білий пішак · a6 білий слон · d6 білий пішак · g6 чорний слон · c3 білий пішак · e3 чорна тура · h3 чорний король · f2 чорний пішак · h1 білий король | b8 білий кінь · a7 білий пішак · b7 білий пішак · d7 білий пішак · e7 білий пішак · a6 білий слон · d6 білий пішак · g6 чорний слон · c3 білий пішак · e3 чорна тура · h3 чорний король · f2 чорний пішак · h1 білий король | b8 білий кінь · a7 білий пішак · b7 білий пішак · d7 білий пішак · e7 білий пішак · a6 білий слон · d6 білий пішак · g6 чорний слон · c3 білий пішак · e3 чорна тура · h3 чорний король · f2 чорний пішак · h1 білий король | b8 білий кінь · a7 білий пішак · b7 білий пішак · d7 білий пішак · e7 білий пішак · a6 білий слон · d6 білий пішак · g6 чорний слон · c3 білий пішак · e3 чорна тура · h3 чорний король · f2 чорний пішак · h1 білий король | b8 білий кінь · a7 білий пішак · b7 білий пішак · d7 білий пішак · e7 білий пішак · a6 білий слон · d6 білий пішак · g6 чорний слон · c3 білий пішак · e3 чорна тура · h3 чорний король · f2 чорний пішак · h1 білий король | b8 білий кінь · a7 білий пішак · b7 білий пішак · d7 білий пішак · e7 білий пішак · a6 білий слон · d6 білий пішак · g6 чорний слон · c3 білий пішак · e3 чорна тура · h3 чорний король · f2 чорний пішак · h1 білий король | 5 |
| 4 | b8 білий кінь · a7 білий пішак · b7 білий пішак · d7 білий пішак · e7 білий пішак · a6 білий слон · d6 білий пішак · g6 чорний слон · c3 білий пішак · e3 чорна тура · h3 чорний король · f2 чорний пішак · h1 білий король | b8 білий кінь · a7 білий пішак · b7 білий пішак · d7 білий пішак · e7 білий пішак · a6 білий слон · d6 білий пішак · g6 чорний слон · c3 білий пішак · e3 чорна тура · h3 чорний король · f2 чорний пішак · h1 білий король | b8 білий кінь · a7 білий пішак · b7 білий пішак · d7 білий пішак · e7 білий пішак · a6 білий слон · d6 білий пішак · g6 чорний слон · c3 білий пішак · e3 чорна тура · h3 чорний король · f2 чорний пішак · h1 білий король | b8 білий кінь · a7 білий пішак · b7 білий пішак · d7 білий пішак · e7 білий пішак · a6 білий слон · d6 білий пішак · g6 чорний слон · c3 білий пішак · e3 чорна тура · h3 чорний король · f2 чорний пішак · h1 білий король | b8 білий кінь · a7 білий пішак · b7 білий пішак · d7 білий пішак · e7 білий пішак · a6 білий слон · d6 білий пішак · g6 чорний слон · c3 білий пішак · e3 чорна тура · h3 чорний король · f2 чорний пішак · h1 білий король | b8 білий кінь · a7 білий пішак · b7 білий пішак · d7 білий пішак · e7 білий пішак · a6 білий слон · d6 білий пішак · g6 чорний слон · c3 білий пішак · e3 чорна тура · h3 чорний король · f2 чорний пішак · h1 білий король | b8 білий кінь · a7 білий пішак · b7 білий пішак · d7 білий пішак · e7 білий пішак · a6 білий слон · d6 білий пішак · g6 чорний слон · c3 білий пішак · e3 чорна тура · h3 чорний король · f2 чорний пішак · h1 білий король | b8 білий кінь · a7 білий пішак · b7 білий пішак · d7 білий пішак · e7 білий пішак · a6 білий слон · d6 білий пішак · g6 чорний слон · c3 білий пішак · e3 чорна тура · h3 чорний король · f2 чорний пішак · h1 білий король | 4 |
| 3 | b8 білий кінь · a7 білий пішак · b7 білий пішак · d7 білий пішак · e7 білий пішак · a6 білий слон · d6 білий пішак · g6 чорний слон · c3 білий пішак · e3 чорна тура · h3 чорний король · f2 чорний пішак · h1 білий король | b8 білий кінь · a7 білий пішак · b7 білий пішак · d7 білий пішак · e7 білий пішак · a6 білий слон · d6 білий пішак · g6 чорний слон · c3 білий пішак · e3 чорна тура · h3 чорний король · f2 чорний пішак · h1 білий король | b8 білий кінь · a7 білий пішак · b7 білий пішак · d7 білий пішак · e7 білий пішак · a6 білий слон · d6 білий пішак · g6 чорний слон · c3 білий пішак · e3 чорна тура · h3 чорний король · f2 чорний пішак · h1 білий король | b8 білий кінь · a7 білий пішак · b7 білий пішак · d7 білий пішак · e7 білий пішак · a6 білий слон · d6 білий пішак · g6 чорний слон · c3 білий пішак · e3 чорна тура · h3 чорний король · f2 чорний пішак · h1 білий король | b8 білий кінь · a7 білий пішак · b7 білий пішак · d7 білий пішак · e7 білий пішак · a6 білий слон · d6 білий пішак · g6 чорний слон · c3 білий пішак · e3 чорна тура · h3 чорний король · f2 чорний пішак · h1 білий король | b8 білий кінь · a7 білий пішак · b7 білий пішак · d7 білий пішак · e7 білий пішак · a6 білий слон · d6 білий пішак · g6 чорний слон · c3 білий пішак · e3 чорна тура · h3 чорний король · f2 чорний пішак · h1 білий король | b8 білий кінь · a7 білий пішак · b7 білий пішак · d7 білий пішак · e7 білий пішак · a6 білий слон · d6 білий пішак · g6 чорний слон · c3 білий пішак · e3 чорна тура · h3 чорний король · f2 чорний пішак · h1 білий король | b8 білий кінь · a7 білий пішак · b7 білий пішак · d7 білий пішак · e7 білий пішак · a6 білий слон · d6 білий пішак · g6 чорний слон · c3 білий пішак · e3 чорна тура · h3 чорний король · f2 чорний пішак · h1 білий король | 3 |
| 2 | b8 білий кінь · a7 білий пішак · b7 білий пішак · d7 білий пішак · e7 білий пішак · a6 білий слон · d6 білий пішак · g6 чорний слон · c3 білий пішак · e3 чорна тура · h3 чорний король · f2 чорний пішак · h1 білий король | b8 білий кінь · a7 білий пішак · b7 білий пішак · d7 білий пішак · e7 білий пішак · a6 білий слон · d6 білий пішак · g6 чорний слон · c3 білий пішак · e3 чорна тура · h3 чорний король · f2 чорний пішак · h1 білий король | b8 білий кінь · a7 білий пішак · b7 білий пішак · d7 білий пішак · e7 білий пішак · a6 білий слон · d6 білий пішак · g6 чорний слон · c3 білий пішак · e3 чорна тура · h3 чорний король · f2 чорний пішак · h1 білий король | b8 білий кінь · a7 білий пішак · b7 білий пішак · d7 білий пішак · e7 білий пішак · a6 білий слон · d6 білий пішак · g6 чорний слон · c3 білий пішак · e3 чорна тура · h3 чорний король · f2 чорний пішак · h1 білий король | b8 білий кінь · a7 білий пішак · b7 білий пішак · d7 білий пішак · e7 білий пішак · a6 білий слон · d6 білий пішак · g6 чорний слон · c3 білий пішак · e3 чорна тура · h3 чорний король · f2 чорний пішак · h1 білий король | b8 білий кінь · a7 білий пішак · b7 білий пішак · d7 білий пішак · e7 білий пішак · a6 білий слон · d6 білий пішак · g6 чорний слон · c3 білий пішак · e3 чорна тура · h3 чорний король · f2 чорний пішак · h1 білий король | b8 білий кінь · a7 білий пішак · b7 білий пішак · d7 білий пішак · e7 білий пішак · a6 білий слон · d6 білий пішак · g6 чорний слон · c3 білий пішак · e3 чорна тура · h3 чорний король · f2 чорний пішак · h1 білий король | b8 білий кінь · a7 білий пішак · b7 білий пішак · d7 білий пішак · e7 білий пішак · a6 білий слон · d6 білий пішак · g6 чорний слон · c3 білий пішак · e3 чорна тура · h3 чорний король · f2 чорний пішак · h1 білий король | 2 |
| 1 | b8 білий кінь · a7 білий пішак · b7 білий пішак · d7 білий пішак · e7 білий пішак · a6 білий слон · d6 білий пішак · g6 чорний слон · c3 білий пішак · e3 чорна тура · h3 чорний король · f2 чорний пішак · h1 білий король | b8 білий кінь · a7 білий пішак · b7 білий пішак · d7 білий пішак · e7 білий пішак · a6 білий слон · d6 білий пішак · g6 чорний слон · c3 білий пішак · e3 чорна тура · h3 чорний король · f2 чорний пішак · h1 білий король | b8 білий кінь · a7 білий пішак · b7 білий пішак · d7 білий пішак · e7 білий пішак · a6 білий слон · d6 білий пішак · g6 чорний слон · c3 білий пішак · e3 чорна тура · h3 чорний король · f2 чорний пішак · h1 білий король | b8 білий кінь · a7 білий пішак · b7 білий пішак · d7 білий пішак · e7 білий пішак · a6 білий слон · d6 білий пішак · g6 чорний слон · c3 білий пішак · e3 чорна тура · h3 чорний король · f2 чорний пішак · h1 білий король | b8 білий кінь · a7 білий пішак · b7 білий пішак · d7 білий пішак · e7 білий пішак · a6 білий слон · d6 білий пішак · g6 чорний слон · c3 білий пішак · e3 чорна тура · h3 чорний король · f2 чорний пішак · h1 білий король | b8 білий кінь · a7 білий пішак · b7 білий пішак · d7 білий пішак · e7 білий пішак · a6 білий слон · d6 білий пішак · g6 чорний слон · c3 білий пішак · e3 чорна тура · h3 чорний король · f2 чорний пішак · h1 білий король | b8 білий кінь · a7 білий пішак · b7 білий пішак · d7 білий пішак · e7 білий пішак · a6 білий слон · d6 білий пішак · g6 чорний слон · c3 білий пішак · e3 чорна тура · h3 чорний король · f2 чорний пішак · h1 білий король | b8 білий кінь · a7 білий пішак · b7 білий пішак · d7 білий пішак · e7 білий пішак · a6 білий слон · d6 білий пішак · g6 чорний слон · c3 білий пішак · e3 чорна тура · h3 чорний король · f2 чорний пішак · h1 білий король | 1 |
|   | a | b | c | d | e | f | g | h |   |

## Вибрані партії
|   | a | b | c | d | e | f | g | h |   |
| 8 | e8 чорна тура · g8 чорний король · a7 чорний пішак · d7 чорний слон · e7 чорна тура · f7 чорний пішак · g7 чорний пішак · b6 чорний пішак · d6 чорний ферзь · f6 чорний кінь · h6 чорний пішак · d5 чорний пішак · a4 білий пішак · c4 чорний пішак · d4 білий пішак · f4 білий кінь · g4 білий пішак · c3 білий пішак · e3 білий пішак · f3 білий пішак · h3 білий пішак · d2 білий ферзь · f2 білий король · a1 біла тура · e1 біла тура · f1 білий слон | e8 чорна тура · g8 чорний король · a7 чорний пішак · d7 чорний слон · e7 чорна тура · f7 чорний пішак · g7 чорний пішак · b6 чорний пішак · d6 чорний ферзь · f6 чорний кінь · h6 чорний пішак · d5 чорний пішак · a4 білий пішак · c4 чорний пішак · d4 білий пішак · f4 білий кінь · g4 білий пішак · c3 білий пішак · e3 білий пішак · f3 білий пішак · h3 білий пішак · d2 білий ферзь · f2 білий король · a1 біла тура · e1 біла тура · f1 білий слон | e8 чорна тура · g8 чорний король · a7 чорний пішак · d7 чорний слон · e7 чорна тура · f7 чорний пішак · g7 чорний пішак · b6 чорний пішак · d6 чорний ферзь · f6 чорний кінь · h6 чорний пішак · d5 чорний пішак · a4 білий пішак · c4 чорний пішак · d4 білий пішак · f4 білий кінь · g4 білий пішак · c3 білий пішак · e3 білий пішак · f3 білий пішак · h3 білий пішак · d2 білий ферзь · f2 білий король · a1 біла тура · e1 біла тура · f1 білий слон | e8 чорна тура · g8 чорний король · a7 чорний пішак · d7 чорний слон · e7 чорна тура · f7 чорний пішак · g7 чорний пішак · b6 чорний пішак · d6 чорний ферзь · f6 чорний кінь · h6 чорний пішак · d5 чорний пішак · a4 білий пішак · c4 чорний пішак · d4 білий пішак · f4 білий кінь · g4 білий пішак · c3 білий пішак · e3 білий пішак · f3 білий пішак · h3 білий пішак · d2 білий ферзь · f2 білий король · a1 біла тура · e1 біла тура · f1 білий слон | e8 чорна тура · g8 чорний король · a7 чорний пішак · d7 чорний слон · e7 чорна тура · f7 чорний пішак · g7 чорний пішак · b6 чорний пішак · d6 чорний ферзь · f6 чорний кінь · h6 чорний пішак · d5 чорний пішак · a4 білий пішак · c4 чорний пішак · d4 білий пішак · f4 білий кінь · g4 білий пішак · c3 білий пішак · e3 білий пішак · f3 білий пішак · h3 білий пішак · d2 білий ферзь · f2 білий король · a1 біла тура · e1 біла тура · f1 білий слон | e8 чорна тура · g8 чорний король · a7 чорний пішак · d7 чорний слон · e7 чорна тура · f7 чорний пішак · g7 чорний пішак · b6 чорний пішак · d6 чорний ферзь · f6 чорний кінь · h6 чорний пішак · d5 чорний пішак · a4 білий пішак · c4 чорний пішак · d4 білий пішак · f4 білий кінь · g4 білий пішак · c3 білий пішак · e3 білий пішак · f3 білий пішак · h3 білий пішак · d2 білий ферзь · f2 білий король · a1 біла тура · e1 біла тура · f1 білий слон | e8 чорна тура · g8 чорний король · a7 чорний пішак · d7 чорний слон · e7 чорна тура · f7 чорний пішак · g7 чорний пішак · b6 чорний пішак · d6 чорний ферзь · f6 чорний кінь · h6 чорний пішак · d5 чорний пішак · a4 білий пішак · c4 чорний пішак · d4 білий пішак · f4 білий кінь · g4 білий пішак · c3 білий пішак · e3 білий пішак · f3 білий пішак · h3 білий пішак · d2 білий ферзь · f2 білий король · a1 біла тура · e1 біла тура · f1 білий слон | e8 чорна тура · g8 чорний король · a7 чорний пішак · d7 чорний слон · e7 чорна тура · f7 чорний пішак · g7 чорний пішак · b6 чорний пішак · d6 чорний ферзь · f6 чорний кінь · h6 чорний пішак · d5 чорний пішак · a4 білий пішак · c4 чорний пішак · d4 білий пішак · f4 білий кінь · g4 білий пішак · c3 білий пішак · e3 білий пішак · f3 білий пішак · h3 білий пішак · d2 білий ферзь · f2 білий король · a1 біла тура · e1 біла тура · f1 білий слон | 8 |
| 7 | e8 чорна тура · g8 чорний король · a7 чорний пішак · d7 чорний слон · e7 чорна тура · f7 чорний пішак · g7 чорний пішак · b6 чорний пішак · d6 чорний ферзь · f6 чорний кінь · h6 чорний пішак · d5 чорний пішак · a4 білий пішак · c4 чорний пішак · d4 білий пішак · f4 білий кінь · g4 білий пішак · c3 білий пішак · e3 білий пішак · f3 білий пішак · h3 білий пішак · d2 білий ферзь · f2 білий король · a1 біла тура · e1 біла тура · f1 білий слон | e8 чорна тура · g8 чорний король · a7 чорний пішак · d7 чорний слон · e7 чорна тура · f7 чорний пішак · g7 чорний пішак · b6 чорний пішак · d6 чорний ферзь · f6 чорний кінь · h6 чорний пішак · d5 чорний пішак · a4 білий пішак · c4 чорний пішак · d4 білий пішак · f4 білий кінь · g4 білий пішак · c3 білий пішак · e3 білий пішак · f3 білий пішак · h3 білий пішак · d2 білий ферзь · f2 білий король · a1 біла тура · e1 біла тура · f1 білий слон | e8 чорна тура · g8 чорний король · a7 чорний пішак · d7 чорний слон · e7 чорна тура · f7 чорний пішак · g7 чорний пішак · b6 чорний пішак · d6 чорний ферзь · f6 чорний кінь · h6 чорний пішак · d5 чорний пішак · a4 білий пішак · c4 чорний пішак · d4 білий пішак · f4 білий кінь · g4 білий пішак · c3 білий пішак · e3 білий пішак · f3 білий пішак · h3 білий пішак · d2 білий ферзь · f2 білий король · a1 біла тура · e1 біла тура · f1 білий слон | e8 чорна тура · g8 чорний король · a7 чорний пішак · d7 чорний слон · e7 чорна тура · f7 чорний пішак · g7 чорний пішак · b6 чорний пішак · d6 чорний ферзь · f6 чорний кінь · h6 чорний пішак · d5 чорний пішак · a4 білий пішак · c4 чорний пішак · d4 білий пішак · f4 білий кінь · g4 білий пішак · c3 білий пішак · e3 білий пішак · f3 білий пішак · h3 білий пішак · d2 білий ферзь · f2 білий король · a1 біла тура · e1 біла тура · f1 білий слон | e8 чорна тура · g8 чорний король · a7 чорний пішак · d7 чорний слон · e7 чорна тура · f7 чорний пішак · g7 чорний пішак · b6 чорний пішак · d6 чорний ферзь · f6 чорний кінь · h6 чорний пішак · d5 чорний пішак · a4 білий пішак · c4 чорний пішак · d4 білий пішак · f4 білий кінь · g4 білий пішак · c3 білий пішак · e3 білий пішак · f3 білий пішак · h3 білий пішак · d2 білий ферзь · f2 білий король · a1 біла тура · e1 біла тура · f1 білий слон | e8 чорна тура · g8 чорний король · a7 чорний пішак · d7 чорний слон · e7 чорна тура · f7 чорний пішак · g7 чорний пішак · b6 чорний пішак · d6 чорний ферзь · f6 чорний кінь · h6 чорний пішак · d5 чорний пішак · a4 білий пішак · c4 чорний пішак · d4 білий пішак · f4 білий кінь · g4 білий пішак · c3 білий пішак · e3 білий пішак · f3 білий пішак · h3 білий пішак · d2 білий ферзь · f2 білий король · a1 біла тура · e1 біла тура · f1 білий слон | e8 чорна тура · g8 чорний король · a7 чорний пішак · d7 чорний слон · e7 чорна тура · f7 чорний пішак · g7 чорний пішак · b6 чорний пішак · d6 чорний ферзь · f6 чорний кінь · h6 чорний пішак · d5 чорний пішак · a4 білий пішак · c4 чорний пішак · d4 білий пішак · f4 білий кінь · g4 білий пішак · c3 білий пішак · e3 білий пішак · f3 білий пішак · h3 білий пішак · d2 білий ферзь · f2 білий король · a1 біла тура · e1 біла тура · f1 білий слон | e8 чорна тура · g8 чорний король · a7 чорний пішак · d7 чорний слон · e7 чорна тура · f7 чорний пішак · g7 чорний пішак · b6 чорний пішак · d6 чорний ферзь · f6 чорний кінь · h6 чорний пішак · d5 чорний пішак · a4 білий пішак · c4 чорний пішак · d4 білий пішак · f4 білий кінь · g4 білий пішак · c3 білий пішак · e3 білий пішак · f3 білий пішак · h3 білий пішак · d2 білий ферзь · f2 білий король · a1 біла тура · e1 біла тура · f1 білий слон | 7 |
| 6 | e8 чорна тура · g8 чорний король · a7 чорний пішак · d7 чорний слон · e7 чорна тура · f7 чорний пішак · g7 чорний пішак · b6 чорний пішак · d6 чорний ферзь · f6 чорний кінь · h6 чорний пішак · d5 чорний пішак · a4 білий пішак · c4 чорний пішак · d4 білий пішак · f4 білий кінь · g4 білий пішак · c3 білий пішак · e3 білий пішак · f3 білий пішак · h3 білий пішак · d2 білий ферзь · f2 білий король · a1 біла тура · e1 біла тура · f1 білий слон | e8 чорна тура · g8 чорний король · a7 чорний пішак · d7 чорний слон · e7 чорна тура · f7 чорний пішак · g7 чорний пішак · b6 чорний пішак · d6 чорний ферзь · f6 чорний кінь · h6 чорний пішак · d5 чорний пішак · a4 білий пішак · c4 чорний пішак · d4 білий пішак · f4 білий кінь · g4 білий пішак · c3 білий пішак · e3 білий пішак · f3 білий пішак · h3 білий пішак · d2 білий ферзь · f2 білий король · a1 біла тура · e1 біла тура · f1 білий слон | e8 чорна тура · g8 чорний король · a7 чорний пішак · d7 чорний слон · e7 чорна тура · f7 чорний пішак · g7 чорний пішак · b6 чорний пішак · d6 чорний ферзь · f6 чорний кінь · h6 чорний пішак · d5 чорний пішак · a4 білий пішак · c4 чорний пішак · d4 білий пішак · f4 білий кінь · g4 білий пішак · c3 білий пішак · e3 білий пішак · f3 білий пішак · h3 білий пішак · d2 білий ферзь · f2 білий король · a1 біла тура · e1 біла тура · f1 білий слон | e8 чорна тура · g8 чорний король · a7 чорний пішак · d7 чорний слон · e7 чорна тура · f7 чорний пішак · g7 чорний пішак · b6 чорний пішак · d6 чорний ферзь · f6 чорний кінь · h6 чорний пішак · d5 чорний пішак · a4 білий пішак · c4 чорний пішак · d4 білий пішак · f4 білий кінь · g4 білий пішак · c3 білий пішак · e3 білий пішак · f3 білий пішак · h3 білий пішак · d2 білий ферзь · f2 білий король · a1 біла тура · e1 біла тура · f1 білий слон | e8 чорна тура · g8 чорний король · a7 чорний пішак · d7 чорний слон · e7 чорна тура · f7 чорний пішак · g7 чорний пішак · b6 чорний пішак · d6 чорний ферзь · f6 чорний кінь · h6 чорний пішак · d5 чорний пішак · a4 білий пішак · c4 чорний пішак · d4 білий пішак · f4 білий кінь · g4 білий пішак · c3 білий пішак · e3 білий пішак · f3 білий пішак · h3 білий пішак · d2 білий ферзь · f2 білий король · a1 біла тура · e1 біла тура · f1 білий слон | e8 чорна тура · g8 чорний король · a7 чорний пішак · d7 чорний слон · e7 чорна тура · f7 чорний пішак · g7 чорний пішак · b6 чорний пішак · d6 чорний ферзь · f6 чорний кінь · h6 чорний пішак · d5 чорний пішак · a4 білий пішак · c4 чорний пішак · d4 білий пішак · f4 білий кінь · g4 білий пішак · c3 білий пішак · e3 білий пішак · f3 білий пішак · h3 білий пішак · d2 білий ферзь · f2 білий король · a1 біла тура · e1 біла тура · f1 білий слон | e8 чорна тура · g8 чорний король · a7 чорний пішак · d7 чорний слон · e7 чорна тура · f7 чорний пішак · g7 чорний пішак · b6 чорний пішак · d6 чорний ферзь · f6 чорний кінь · h6 чорний пішак · d5 чорний пішак · a4 білий пішак · c4 чорний пішак · d4 білий пішак · f4 білий кінь · g4 білий пішак · c3 білий пішак · e3 білий пішак · f3 білий пішак · h3 білий пішак · d2 білий ферзь · f2 білий король · a1 біла тура · e1 біла тура · f1 білий слон | e8 чорна тура · g8 чорний король · a7 чорний пішак · d7 чорний слон · e7 чорна тура · f7 чорний пішак · g7 чорний пішак · b6 чорний пішак · d6 чорний ферзь · f6 чорний кінь · h6 чорний пішак · d5 чорний пішак · a4 білий пішак · c4 чорний пішак · d4 білий пішак · f4 білий кінь · g4 білий пішак · c3 білий пішак · e3 білий пішак · f3 білий пішак · h3 білий пішак · d2 білий ферзь · f2 білий король · a1 біла тура · e1 біла тура · f1 білий слон | 6 |
| 5 | e8 чорна тура · g8 чорний король · a7 чорний пішак · d7 чорний слон · e7 чорна тура · f7 чорний пішак · g7 чорний пішак · b6 чорний пішак · d6 чорний ферзь · f6 чорний кінь · h6 чорний пішак · d5 чорний пішак · a4 білий пішак · c4 чорний пішак · d4 білий пішак · f4 білий кінь · g4 білий пішак · c3 білий пішак · e3 білий пішак · f3 білий пішак · h3 білий пішак · d2 білий ферзь · f2 білий король · a1 біла тура · e1 біла тура · f1 білий слон | e8 чорна тура · g8 чорний король · a7 чорний пішак · d7 чорний слон · e7 чорна тура · f7 чорний пішак · g7 чорний пішак · b6 чорний пішак · d6 чорний ферзь · f6 чорний кінь · h6 чорний пішак · d5 чорний пішак · a4 білий пішак · c4 чорний пішак · d4 білий пішак · f4 білий кінь · g4 білий пішак · c3 білий пішак · e3 білий пішак · f3 білий пішак · h3 білий пішак · d2 білий ферзь · f2 білий король · a1 біла тура · e1 біла тура · f1 білий слон | e8 чорна тура · g8 чорний король · a7 чорний пішак · d7 чорний слон · e7 чорна тура · f7 чорний пішак · g7 чорний пішак · b6 чорний пішак · d6 чорний ферзь · f6 чорний кінь · h6 чорний пішак · d5 чорний пішак · a4 білий пішак · c4 чорний пішак · d4 білий пішак · f4 білий кінь · g4 білий пішак · c3 білий пішак · e3 білий пішак · f3 білий пішак · h3 білий пішак · d2 білий ферзь · f2 білий король · a1 біла тура · e1 біла тура · f1 білий слон | e8 чорна тура · g8 чорний король · a7 чорний пішак · d7 чорний слон · e7 чорна тура · f7 чорний пішак · g7 чорний пішак · b6 чорний пішак · d6 чорний ферзь · f6 чорний кінь · h6 чорний пішак · d5 чорний пішак · a4 білий пішак · c4 чорний пішак · d4 білий пішак · f4 білий кінь · g4 білий пішак · c3 білий пішак · e3 білий пішак · f3 білий пішак · h3 білий пішак · d2 білий ферзь · f2 білий король · a1 біла тура · e1 біла тура · f1 білий слон | e8 чорна тура · g8 чорний король · a7 чорний пішак · d7 чорний слон · e7 чорна тура · f7 чорний пішак · g7 чорний пішак · b6 чорний пішак · d6 чорний ферзь · f6 чорний кінь · h6 чорний пішак · d5 чорний пішак · a4 білий пішак · c4 чорний пішак · d4 білий пішак · f4 білий кінь · g4 білий пішак · c3 білий пішак · e3 білий пішак · f3 білий пішак · h3 білий пішак · d2 білий ферзь · f2 білий король · a1 біла тура · e1 біла тура · f1 білий слон | e8 чорна тура · g8 чорний король · a7 чорний пішак · d7 чорний слон · e7 чорна тура · f7 чорний пішак · g7 чорний пішак · b6 чорний пішак · d6 чорний ферзь · f6 чорний кінь · h6 чорний пішак · d5 чорний пішак · a4 білий пішак · c4 чорний пішак · d4 білий пішак · f4 білий кінь · g4 білий пішак · c3 білий пішак · e3 білий пішак · f3 білий пішак · h3 білий пішак · d2 білий ферзь · f2 білий король · a1 біла тура · e1 біла тура · f1 білий слон | e8 чорна тура · g8 чорний король · a7 чорний пішак · d7 чорний слон · e7 чорна тура · f7 чорний пішак · g7 чорний пішак · b6 чорний пішак · d6 чорний ферзь · f6 чорний кінь · h6 чорний пішак · d5 чорний пішак · a4 білий пішак · c4 чорний пішак · d4 білий пішак · f4 білий кінь · g4 білий пішак · c3 білий пішак · e3 білий пішак · f3 білий пішак · h3 білий пішак · d2 білий ферзь · f2 білий король · a1 біла тура · e1 біла тура · f1 білий слон | e8 чорна тура · g8 чорний король · a7 чорний пішак · d7 чорний слон · e7 чорна тура · f7 чорний пішак · g7 чорний пішак · b6 чорний пішак · d6 чорний ферзь · f6 чорний кінь · h6 чорний пішак · d5 чорний пішак · a4 білий пішак · c4 чорний пішак · d4 білий пішак · f4 білий кінь · g4 білий пішак · c3 білий пішак · e3 білий пішак · f3 білий пішак · h3 білий пішак · d2 білий ферзь · f2 білий король · a1 біла тура · e1 біла тура · f1 білий слон | 5 |
| 4 | e8 чорна тура · g8 чорний король · a7 чорний пішак · d7 чорний слон · e7 чорна тура · f7 чорний пішак · g7 чорний пішак · b6 чорний пішак · d6 чорний ферзь · f6 чорний кінь · h6 чорний пішак · d5 чорний пішак · a4 білий пішак · c4 чорний пішак · d4 білий пішак · f4 білий кінь · g4 білий пішак · c3 білий пішак · e3 білий пішак · f3 білий пішак · h3 білий пішак · d2 білий ферзь · f2 білий король · a1 біла тура · e1 біла тура · f1 білий слон | e8 чорна тура · g8 чорний король · a7 чорний пішак · d7 чорний слон · e7 чорна тура · f7 чорний пішак · g7 чорний пішак · b6 чорний пішак · d6 чорний ферзь · f6 чорний кінь · h6 чорний пішак · d5 чорний пішак · a4 білий пішак · c4 чорний пішак · d4 білий пішак · f4 білий кінь · g4 білий пішак · c3 білий пішак · e3 білий пішак · f3 білий пішак · h3 білий пішак · d2 білий ферзь · f2 білий король · a1 біла тура · e1 біла тура · f1 білий слон | e8 чорна тура · g8 чорний король · a7 чорний пішак · d7 чорний слон · e7 чорна тура · f7 чорний пішак · g7 чорний пішак · b6 чорний пішак · d6 чорний ферзь · f6 чорний кінь · h6 чорний пішак · d5 чорний пішак · a4 білий пішак · c4 чорний пішак · d4 білий пішак · f4 білий кінь · g4 білий пішак · c3 білий пішак · e3 білий пішак · f3 білий пішак · h3 білий пішак · d2 білий ферзь · f2 білий король · a1 біла тура · e1 біла тура · f1 білий слон | e8 чорна тура · g8 чорний король · a7 чорний пішак · d7 чорний слон · e7 чорна тура · f7 чорний пішак · g7 чорний пішак · b6 чорний пішак · d6 чорний ферзь · f6 чорний кінь · h6 чорний пішак · d5 чорний пішак · a4 білий пішак · c4 чорний пішак · d4 білий пішак · f4 білий кінь · g4 білий пішак · c3 білий пішак · e3 білий пішак · f3 білий пішак · h3 білий пішак · d2 білий ферзь · f2 білий король · a1 біла тура · e1 біла тура · f1 білий слон | e8 чорна тура · g8 чорний король · a7 чорний пішак · d7 чорний слон · e7 чорна тура · f7 чорний пішак · g7 чорний пішак · b6 чорний пішак · d6 чорний ферзь · f6 чорний кінь · h6 чорний пішак · d5 чорний пішак · a4 білий пішак · c4 чорний пішак · d4 білий пішак · f4 білий кінь · g4 білий пішак · c3 білий пішак · e3 білий пішак · f3 білий пішак · h3 білий пішак · d2 білий ферзь · f2 білий король · a1 біла тура · e1 біла тура · f1 білий слон | e8 чорна тура · g8 чорний король · a7 чорний пішак · d7 чорний слон · e7 чорна тура · f7 чорний пішак · g7 чорний пішак · b6 чорний пішак · d6 чорний ферзь · f6 чорний кінь · h6 чорний пішак · d5 чорний пішак · a4 білий пішак · c4 чорний пішак · d4 білий пішак · f4 білий кінь · g4 білий пішак · c3 білий пішак · e3 білий пішак · f3 білий пішак · h3 білий пішак · d2 білий ферзь · f2 білий король · a1 біла тура · e1 біла тура · f1 білий слон | e8 чорна тура · g8 чорний король · a7 чорний пішак · d7 чорний слон · e7 чорна тура · f7 чорний пішак · g7 чорний пішак · b6 чорний пішак · d6 чорний ферзь · f6 чорний кінь · h6 чорний пішак · d5 чорний пішак · a4 білий пішак · c4 чорний пішак · d4 білий пішак · f4 білий кінь · g4 білий пішак · c3 білий пішак · e3 білий пішак · f3 білий пішак · h3 білий пішак · d2 білий ферзь · f2 білий король · a1 біла тура · e1 біла тура · f1 білий слон | e8 чорна тура · g8 чорний король · a7 чорний пішак · d7 чорний слон · e7 чорна тура · f7 чорний пішак · g7 чорний пішак · b6 чорний пішак · d6 чорний ферзь · f6 чорний кінь · h6 чорний пішак · d5 чорний пішак · a4 білий пішак · c4 чорний пішак · d4 білий пішак · f4 білий кінь · g4 білий пішак · c3 білий пішак · e3 білий пішак · f3 білий пішак · h3 білий пішак · d2 білий ферзь · f2 білий король · a1 біла тура · e1 біла тура · f1 білий слон | 4 |
| 3 | e8 чорна тура · g8 чорний король · a7 чорний пішак · d7 чорний слон · e7 чорна тура · f7 чорний пішак · g7 чорний пішак · b6 чорний пішак · d6 чорний ферзь · f6 чорний кінь · h6 чорний пішак · d5 чорний пішак · a4 білий пішак · c4 чорний пішак · d4 білий пішак · f4 білий кінь · g4 білий пішак · c3 білий пішак · e3 білий пішак · f3 білий пішак · h3 білий пішак · d2 білий ферзь · f2 білий король · a1 біла тура · e1 біла тура · f1 білий слон | e8 чорна тура · g8 чорний король · a7 чорний пішак · d7 чорний слон · e7 чорна тура · f7 чорний пішак · g7 чорний пішак · b6 чорний пішак · d6 чорний ферзь · f6 чорний кінь · h6 чорний пішак · d5 чорний пішак · a4 білий пішак · c4 чорний пішак · d4 білий пішак · f4 білий кінь · g4 білий пішак · c3 білий пішак · e3 білий пішак · f3 білий пішак · h3 білий пішак · d2 білий ферзь · f2 білий король · a1 біла тура · e1 біла тура · f1 білий слон | e8 чорна тура · g8 чорний король · a7 чорний пішак · d7 чорний слон · e7 чорна тура · f7 чорний пішак · g7 чорний пішак · b6 чорний пішак · d6 чорний ферзь · f6 чорний кінь · h6 чорний пішак · d5 чорний пішак · a4 білий пішак · c4 чорний пішак · d4 білий пішак · f4 білий кінь · g4 білий пішак · c3 білий пішак · e3 білий пішак · f3 білий пішак · h3 білий пішак · d2 білий ферзь · f2 білий король · a1 біла тура · e1 біла тура · f1 білий слон | e8 чорна тура · g8 чорний король · a7 чорний пішак · d7 чорний слон · e7 чорна тура · f7 чорний пішак · g7 чорний пішак · b6 чорний пішак · d6 чорний ферзь · f6 чорний кінь · h6 чорний пішак · d5 чорний пішак · a4 білий пішак · c4 чорний пішак · d4 білий пішак · f4 білий кінь · g4 білий пішак · c3 білий пішак · e3 білий пішак · f3 білий пішак · h3 білий пішак · d2 білий ферзь · f2 білий король · a1 біла тура · e1 біла тура · f1 білий слон | e8 чорна тура · g8 чорний король · a7 чорний пішак · d7 чорний слон · e7 чорна тура · f7 чорний пішак · g7 чорний пішак · b6 чорний пішак · d6 чорний ферзь · f6 чорний кінь · h6 чорний пішак · d5 чорний пішак · a4 білий пішак · c4 чорний пішак · d4 білий пішак · f4 білий кінь · g4 білий пішак · c3 білий пішак · e3 білий пішак · f3 білий пішак · h3 білий пішак · d2 білий ферзь · f2 білий король · a1 біла тура · e1 біла тура · f1 білий слон | e8 чорна тура · g8 чорний король · a7 чорний пішак · d7 чорний слон · e7 чорна тура · f7 чорний пішак · g7 чорний пішак · b6 чорний пішак · d6 чорний ферзь · f6 чорний кінь · h6 чорний пішак · d5 чорний пішак · a4 білий пішак · c4 чорний пішак · d4 білий пішак · f4 білий кінь · g4 білий пішак · c3 білий пішак · e3 білий пішак · f3 білий пішак · h3 білий пішак · d2 білий ферзь · f2 білий король · a1 біла тура · e1 біла тура · f1 білий слон | e8 чорна тура · g8 чорний король · a7 чорний пішак · d7 чорний слон · e7 чорна тура · f7 чорний пішак · g7 чорний пішак · b6 чорний пішак · d6 чорний ферзь · f6 чорний кінь · h6 чорний пішак · d5 чорний пішак · a4 білий пішак · c4 чорний пішак · d4 білий пішак · f4 білий кінь · g4 білий пішак · c3 білий пішак · e3 білий пішак · f3 білий пішак · h3 білий пішак · d2 білий ферзь · f2 білий король · a1 біла тура · e1 біла тура · f1 білий слон | e8 чорна тура · g8 чорний король · a7 чорний пішак · d7 чорний слон · e7 чорна тура · f7 чорний пішак · g7 чорний пішак · b6 чорний пішак · d6 чорний ферзь · f6 чорний кінь · h6 чорний пішак · d5 чорний пішак · a4 білий пішак · c4 чорний пішак · d4 білий пішак · f4 білий кінь · g4 білий пішак · c3 білий пішак · e3 білий пішак · f3 білий пішак · h3 білий пішак · d2 білий ферзь · f2 білий король · a1 біла тура · e1 біла тура · f1 білий слон | 3 |
| 2 | e8 чорна тура · g8 чорний король · a7 чорний пішак · d7 чорний слон · e7 чорна тура · f7 чорний пішак · g7 чорний пішак · b6 чорний пішак · d6 чорний ферзь · f6 чорний кінь · h6 чорний пішак · d5 чорний пішак · a4 білий пішак · c4 чорний пішак · d4 білий пішак · f4 білий кінь · g4 білий пішак · c3 білий пішак · e3 білий пішак · f3 білий пішак · h3 білий пішак · d2 білий ферзь · f2 білий король · a1 біла тура · e1 біла тура · f1 білий слон | e8 чорна тура · g8 чорний король · a7 чорний пішак · d7 чорний слон · e7 чорна тура · f7 чорний пішак · g7 чорний пішак · b6 чорний пішак · d6 чорний ферзь · f6 чорний кінь · h6 чорний пішак · d5 чорний пішак · a4 білий пішак · c4 чорний пішак · d4 білий пішак · f4 білий кінь · g4 білий пішак · c3 білий пішак · e3 білий пішак · f3 білий пішак · h3 білий пішак · d2 білий ферзь · f2 білий король · a1 біла тура · e1 біла тура · f1 білий слон | e8 чорна тура · g8 чорний король · a7 чорний пішак · d7 чорний слон · e7 чорна тура · f7 чорний пішак · g7 чорний пішак · b6 чорний пішак · d6 чорний ферзь · f6 чорний кінь · h6 чорний пішак · d5 чорний пішак · a4 білий пішак · c4 чорний пішак · d4 білий пішак · f4 білий кінь · g4 білий пішак · c3 білий пішак · e3 білий пішак · f3 білий пішак · h3 білий пішак · d2 білий ферзь · f2 білий король · a1 біла тура · e1 біла тура · f1 білий слон | e8 чорна тура · g8 чорний король · a7 чорний пішак · d7 чорний слон · e7 чорна тура · f7 чорний пішак · g7 чорний пішак · b6 чорний пішак · d6 чорний ферзь · f6 чорний кінь · h6 чорний пішак · d5 чорний пішак · a4 білий пішак · c4 чорний пішак · d4 білий пішак · f4 білий кінь · g4 білий пішак · c3 білий пішак · e3 білий пішак · f3 білий пішак · h3 білий пішак · d2 білий ферзь · f2 білий король · a1 біла тура · e1 біла тура · f1 білий слон | e8 чорна тура · g8 чорний король · a7 чорний пішак · d7 чорний слон · e7 чорна тура · f7 чорний пішак · g7 чорний пішак · b6 чорний пішак · d6 чорний ферзь · f6 чорний кінь · h6 чорний пішак · d5 чорний пішак · a4 білий пішак · c4 чорний пішак · d4 білий пішак · f4 білий кінь · g4 білий пішак · c3 білий пішак · e3 білий пішак · f3 білий пішак · h3 білий пішак · d2 білий ферзь · f2 білий король · a1 біла тура · e1 біла тура · f1 білий слон | e8 чорна тура · g8 чорний король · a7 чорний пішак · d7 чорний слон · e7 чорна тура · f7 чорний пішак · g7 чорний пішак · b6 чорний пішак · d6 чорний ферзь · f6 чорний кінь · h6 чорний пішак · d5 чорний пішак · a4 білий пішак · c4 чорний пішак · d4 білий пішак · f4 білий кінь · g4 білий пішак · c3 білий пішак · e3 білий пішак · f3 білий пішак · h3 білий пішак · d2 білий ферзь · f2 білий король · a1 біла тура · e1 біла тура · f1 білий слон | e8 чорна тура · g8 чорний король · a7 чорний пішак · d7 чорний слон · e7 чорна тура · f7 чорний пішак · g7 чорний пішак · b6 чорний пішак · d6 чорний ферзь · f6 чорний кінь · h6 чорний пішак · d5 чорний пішак · a4 білий пішак · c4 чорний пішак · d4 білий пішак · f4 білий кінь · g4 білий пішак · c3 білий пішак · e3 білий пішак · f3 білий пішак · h3 білий пішак · d2 білий ферзь · f2 білий король · a1 біла тура · e1 біла тура · f1 білий слон | e8 чорна тура · g8 чорний король · a7 чорний пішак · d7 чорний слон · e7 чорна тура · f7 чорний пішак · g7 чорний пішак · b6 чорний пішак · d6 чорний ферзь · f6 чорний кінь · h6 чорний пішак · d5 чорний пішак · a4 білий пішак · c4 чорний пішак · d4 білий пішак · f4 білий кінь · g4 білий пішак · c3 білий пішак · e3 білий пішак · f3 білий пішак · h3 білий пішак · d2 білий ферзь · f2 білий король · a1 біла тура · e1 біла тура · f1 білий слон | 2 |
| 1 | e8 чорна тура · g8 чорний король · a7 чорний пішак · d7 чорний слон · e7 чорна тура · f7 чорний пішак · g7 чорний пішак · b6 чорний пішак · d6 чорний ферзь · f6 чорний кінь · h6 чорний пішак · d5 чорний пішак · a4 білий пішак · c4 чорний пішак · d4 білий пішак · f4 білий кінь · g4 білий пішак · c3 білий пішак · e3 білий пішак · f3 білий пішак · h3 білий пішак · d2 білий ферзь · f2 білий король · a1 біла тура · e1 біла тура · f1 білий слон | e8 чорна тура · g8 чорний король · a7 чорний пішак · d7 чорний слон · e7 чорна тура · f7 чорний пішак · g7 чорний пішак · b6 чорний пішак · d6 чорний ферзь · f6 чорний кінь · h6 чорний пішак · d5 чорний пішак · a4 білий пішак · c4 чорний пішак · d4 білий пішак · f4 білий кінь · g4 білий пішак · c3 білий пішак · e3 білий пішак · f3 білий пішак · h3 білий пішак · d2 білий ферзь · f2 білий король · a1 біла тура · e1 біла тура · f1 білий слон | e8 чорна тура · g8 чорний король · a7 чорний пішак · d7 чорний слон · e7 чорна тура · f7 чорний пішак · g7 чорний пішак · b6 чорний пішак · d6 чорний ферзь · f6 чорний кінь · h6 чорний пішак · d5 чорний пішак · a4 білий пішак · c4 чорний пішак · d4 білий пішак · f4 білий кінь · g4 білий пішак · c3 білий пішак · e3 білий пішак · f3 білий пішак · h3 білий пішак · d2 білий ферзь · f2 білий король · a1 біла тура · e1 біла тура · f1 білий слон | e8 чорна тура · g8 чорний король · a7 чорний пішак · d7 чорний слон · e7 чорна тура · f7 чорний пішак · g7 чорний пішак · b6 чорний пішак · d6 чорний ферзь · f6 чорний кінь · h6 чорний пішак · d5 чорний пішак · a4 білий пішак · c4 чорний пішак · d4 білий пішак · f4 білий кінь · g4 білий пішак · c3 білий пішак · e3 білий пішак · f3 білий пішак · h3 білий пішак · d2 білий ферзь · f2 білий король · a1 біла тура · e1 біла тура · f1 білий слон | e8 чорна тура · g8 чорний король · a7 чорний пішак · d7 чорний слон · e7 чорна тура · f7 чорний пішак · g7 чорний пішак · b6 чорний пішак · d6 чорний ферзь · f6 чорний кінь · h6 чорний пішак · d5 чорний пішак · a4 білий пішак · c4 чорний пішак · d4 білий пішак · f4 білий кінь · g4 білий пішак · c3 білий пішак · e3 білий пішак · f3 білий пішак · h3 білий пішак · d2 білий ферзь · f2 білий король · a1 біла тура · e1 біла тура · f1 білий слон | e8 чорна тура · g8 чорний король · a7 чорний пішак · d7 чорний слон · e7 чорна тура · f7 чорний пішак · g7 чорний пішак · b6 чорний пішак · d6 чорний ферзь · f6 чорний кінь · h6 чорний пішак · d5 чорний пішак · a4 білий пішак · c4 чорний пішак · d4 білий пішак · f4 білий кінь · g4 білий пішак · c3 білий пішак · e3 білий пішак · f3 білий пішак · h3 білий пішак · d2 білий ферзь · f2 білий король · a1 біла тура · e1 біла тура · f1 білий слон | e8 чорна тура · g8 чорний король · a7 чорний пішак · d7 чорний слон · e7 чорна тура · f7 чорний пішак · g7 чорний пішак · b6 чорний пішак · d6 чорний ферзь · f6 чорний кінь · h6 чорний пішак · d5 чорний пішак · a4 білий пішак · c4 чорний пішак · d4 білий пішак · f4 білий кінь · g4 білий пішак · c3 білий пішак · e3 білий пішак · f3 білий пішак · h3 білий пішак · d2 білий ферзь · f2 білий король · a1 біла тура · e1 біла тура · f1 білий слон | e8 чорна тура · g8 чорний король · a7 чорний пішак · d7 чорний слон · e7 чорна тура · f7 чорний пішак · g7 чорний пішак · b6 чорний пішак · d6 чорний ферзь · f6 чорний кінь · h6 чорний пішак · d5 чорний пішак · a4 білий пішак · c4 чорний пішак · d4 білий пішак · f4 білий кінь · g4 білий пішак · c3 білий пішак · e3 білий пішак · f3 білий пішак · h3 білий пішак · d2 білий ферзь · f2 білий король · a1 біла тура · e1 біла тура · f1 білий слон | 1 |
|   | a | b | c | d | e | f | g | h |   |

Деякі опубліковані в книгах партії, як взірці спортивних і творчих досягнень шахіста.
Ботвинник — Котов, Ґронінґен, 1946
Захист Німцовича (E24)
Коментує Михайло Ботвинник:
1. d4 Кf6 2. c4 e6 3. Кc3 Сb4 4. a3 С:c3+ 5. bc d5 6. cd ed 7. Сg5 …

У наступні роки було підтверджено, що ферзевий слон білих у цьому варіанті найкраще стоїть на c1. Тепер чорні легко вирівнюють гру.

7. … c5 8. f3 h6 9. С:f6 Ф:f6 10. e3 0-0 11. Кe2 Тe8 12. Крf2 Фe7 13. Фd2 Кd7 14. Кf4 …

На той момент я мав 11½ із 13 очок і зовсім втратив відчуття небезпеки. Після цього ходу не є безпечна позиція ні коня, ні пішака e3. Правильно було 14. Кg3 з можливістю перевести коня на f1: позиція білих була би достатньо міцна.

 14. … Кf6 15. Сd3 Сd7 16. h3 Фd6 17. Тhb1 …

Білі не можуть знайти правильний план! Потрібно було ходити 17. h4. Туру треба було тимчасово ставити на h1 для захисту поля h2.

17. … b6 18. Сf1 Тe7 19. a4 Тae8 20. Тe1 c4! 21. g4 … Білі зовсім розгубились, так і оговтавшись від несподіваного 20. … c4! (див. діаграму)

21. … g5! 22. Кe2 Т:e3!

Точно розраховано. Після 23. Ф:e3 Фh2+ 24. Сg2 Т:e3 25. Кр:e3 Ф:g2 26. Тh1 Кe4! чорні залишаються з матеріальною перевагою.

23. Кg3 Ф:g3+! 24. Кр:g3 Кe4+. Білі здались.
Котов — Керес, Будапешт, 1950
Захист Німцовича (E24)
Коментує Олександр Котов:
|   | a | b | c | d | e | f | g | h |   |
| 8 | a8 чорна тура · d8 чорний ферзь · f8 чорна тура · g8 чорний король · a7 чорний пішак · c7 чорний пішак · f7 чорний пішак · a6 чорний слон · b6 чорний пішак · e6 чорний пішак · g6 чорний кінь · h6 чорний пішак · a5 чорний кінь · d5 чорний пішак · e5 білий пішак · g5 чорний пішак · c4 білий пішак · d4 білий пішак · f4 білий кінь · h4 білий слон · a3 білий пішак · c3 білий пішак · f3 білий пішак · c2 білий ферзь · g2 білий пішак · a1 біла тура · b1 білий слон · e1 білий король · h1 біла тура | a8 чорна тура · d8 чорний ферзь · f8 чорна тура · g8 чорний король · a7 чорний пішак · c7 чорний пішак · f7 чорний пішак · a6 чорний слон · b6 чорний пішак · e6 чорний пішак · g6 чорний кінь · h6 чорний пішак · a5 чорний кінь · d5 чорний пішак · e5 білий пішак · g5 чорний пішак · c4 білий пішак · d4 білий пішак · f4 білий кінь · h4 білий слон · a3 білий пішак · c3 білий пішак · f3 білий пішак · c2 білий ферзь · g2 білий пішак · a1 біла тура · b1 білий слон · e1 білий король · h1 біла тура | a8 чорна тура · d8 чорний ферзь · f8 чорна тура · g8 чорний король · a7 чорний пішак · c7 чорний пішак · f7 чорний пішак · a6 чорний слон · b6 чорний пішак · e6 чорний пішак · g6 чорний кінь · h6 чорний пішак · a5 чорний кінь · d5 чорний пішак · e5 білий пішак · g5 чорний пішак · c4 білий пішак · d4 білий пішак · f4 білий кінь · h4 білий слон · a3 білий пішак · c3 білий пішак · f3 білий пішак · c2 білий ферзь · g2 білий пішак · a1 біла тура · b1 білий слон · e1 білий король · h1 біла тура | a8 чорна тура · d8 чорний ферзь · f8 чорна тура · g8 чорний король · a7 чорний пішак · c7 чорний пішак · f7 чорний пішак · a6 чорний слон · b6 чорний пішак · e6 чорний пішак · g6 чорний кінь · h6 чорний пішак · a5 чорний кінь · d5 чорний пішак · e5 білий пішак · g5 чорний пішак · c4 білий пішак · d4 білий пішак · f4 білий кінь · h4 білий слон · a3 білий пішак · c3 білий пішак · f3 білий пішак · c2 білий ферзь · g2 білий пішак · a1 біла тура · b1 білий слон · e1 білий король · h1 біла тура | a8 чорна тура · d8 чорний ферзь · f8 чорна тура · g8 чорний король · a7 чорний пішак · c7 чорний пішак · f7 чорний пішак · a6 чорний слон · b6 чорний пішак · e6 чорний пішак · g6 чорний кінь · h6 чорний пішак · a5 чорний кінь · d5 чорний пішак · e5 білий пішак · g5 чорний пішак · c4 білий пішак · d4 білий пішак · f4 білий кінь · h4 білий слон · a3 білий пішак · c3 білий пішак · f3 білий пішак · c2 білий ферзь · g2 білий пішак · a1 біла тура · b1 білий слон · e1 білий король · h1 біла тура | a8 чорна тура · d8 чорний ферзь · f8 чорна тура · g8 чорний король · a7 чорний пішак · c7 чорний пішак · f7 чорний пішак · a6 чорний слон · b6 чорний пішак · e6 чорний пішак · g6 чорний кінь · h6 чорний пішак · a5 чорний кінь · d5 чорний пішак · e5 білий пішак · g5 чорний пішак · c4 білий пішак · d4 білий пішак · f4 білий кінь · h4 білий слон · a3 білий пішак · c3 білий пішак · f3 білий пішак · c2 білий ферзь · g2 білий пішак · a1 біла тура · b1 білий слон · e1 білий король · h1 біла тура | a8 чорна тура · d8 чорний ферзь · f8 чорна тура · g8 чорний король · a7 чорний пішак · c7 чорний пішак · f7 чорний пішак · a6 чорний слон · b6 чорний пішак · e6 чорний пішак · g6 чорний кінь · h6 чорний пішак · a5 чорний кінь · d5 чорний пішак · e5 білий пішак · g5 чорний пішак · c4 білий пішак · d4 білий пішак · f4 білий кінь · h4 білий слон · a3 білий пішак · c3 білий пішак · f3 білий пішак · c2 білий ферзь · g2 білий пішак · a1 біла тура · b1 білий слон · e1 білий король · h1 біла тура | a8 чорна тура · d8 чорний ферзь · f8 чорна тура · g8 чорний король · a7 чорний пішак · c7 чорний пішак · f7 чорний пішак · a6 чорний слон · b6 чорний пішак · e6 чорний пішак · g6 чорний кінь · h6 чорний пішак · a5 чорний кінь · d5 чорний пішак · e5 білий пішак · g5 чорний пішак · c4 білий пішак · d4 білий пішак · f4 білий кінь · h4 білий слон · a3 білий пішак · c3 білий пішак · f3 білий пішак · c2 білий ферзь · g2 білий пішак · a1 біла тура · b1 білий слон · e1 білий король · h1 біла тура | 8 |
| 7 | a8 чорна тура · d8 чорний ферзь · f8 чорна тура · g8 чорний король · a7 чорний пішак · c7 чорний пішак · f7 чорний пішак · a6 чорний слон · b6 чорний пішак · e6 чорний пішак · g6 чорний кінь · h6 чорний пішак · a5 чорний кінь · d5 чорний пішак · e5 білий пішак · g5 чорний пішак · c4 білий пішак · d4 білий пішак · f4 білий кінь · h4 білий слон · a3 білий пішак · c3 білий пішак · f3 білий пішак · c2 білий ферзь · g2 білий пішак · a1 біла тура · b1 білий слон · e1 білий король · h1 біла тура | a8 чорна тура · d8 чорний ферзь · f8 чорна тура · g8 чорний король · a7 чорний пішак · c7 чорний пішак · f7 чорний пішак · a6 чорний слон · b6 чорний пішак · e6 чорний пішак · g6 чорний кінь · h6 чорний пішак · a5 чорний кінь · d5 чорний пішак · e5 білий пішак · g5 чорний пішак · c4 білий пішак · d4 білий пішак · f4 білий кінь · h4 білий слон · a3 білий пішак · c3 білий пішак · f3 білий пішак · c2 білий ферзь · g2 білий пішак · a1 біла тура · b1 білий слон · e1 білий король · h1 біла тура | a8 чорна тура · d8 чорний ферзь · f8 чорна тура · g8 чорний король · a7 чорний пішак · c7 чорний пішак · f7 чорний пішак · a6 чорний слон · b6 чорний пішак · e6 чорний пішак · g6 чорний кінь · h6 чорний пішак · a5 чорний кінь · d5 чорний пішак · e5 білий пішак · g5 чорний пішак · c4 білий пішак · d4 білий пішак · f4 білий кінь · h4 білий слон · a3 білий пішак · c3 білий пішак · f3 білий пішак · c2 білий ферзь · g2 білий пішак · a1 біла тура · b1 білий слон · e1 білий король · h1 біла тура | a8 чорна тура · d8 чорний ферзь · f8 чорна тура · g8 чорний король · a7 чорний пішак · c7 чорний пішак · f7 чорний пішак · a6 чорний слон · b6 чорний пішак · e6 чорний пішак · g6 чорний кінь · h6 чорний пішак · a5 чорний кінь · d5 чорний пішак · e5 білий пішак · g5 чорний пішак · c4 білий пішак · d4 білий пішак · f4 білий кінь · h4 білий слон · a3 білий пішак · c3 білий пішак · f3 білий пішак · c2 білий ферзь · g2 білий пішак · a1 біла тура · b1 білий слон · e1 білий король · h1 біла тура | a8 чорна тура · d8 чорний ферзь · f8 чорна тура · g8 чорний король · a7 чорний пішак · c7 чорний пішак · f7 чорний пішак · a6 чорний слон · b6 чорний пішак · e6 чорний пішак · g6 чорний кінь · h6 чорний пішак · a5 чорний кінь · d5 чорний пішак · e5 білий пішак · g5 чорний пішак · c4 білий пішак · d4 білий пішак · f4 білий кінь · h4 білий слон · a3 білий пішак · c3 білий пішак · f3 білий пішак · c2 білий ферзь · g2 білий пішак · a1 біла тура · b1 білий слон · e1 білий король · h1 біла тура | a8 чорна тура · d8 чорний ферзь · f8 чорна тура · g8 чорний король · a7 чорний пішак · c7 чорний пішак · f7 чорний пішак · a6 чорний слон · b6 чорний пішак · e6 чорний пішак · g6 чорний кінь · h6 чорний пішак · a5 чорний кінь · d5 чорний пішак · e5 білий пішак · g5 чорний пішак · c4 білий пішак · d4 білий пішак · f4 білий кінь · h4 білий слон · a3 білий пішак · c3 білий пішак · f3 білий пішак · c2 білий ферзь · g2 білий пішак · a1 біла тура · b1 білий слон · e1 білий король · h1 біла тура | a8 чорна тура · d8 чорний ферзь · f8 чорна тура · g8 чорний король · a7 чорний пішак · c7 чорний пішак · f7 чорний пішак · a6 чорний слон · b6 чорний пішак · e6 чорний пішак · g6 чорний кінь · h6 чорний пішак · a5 чорний кінь · d5 чорний пішак · e5 білий пішак · g5 чорний пішак · c4 білий пішак · d4 білий пішак · f4 білий кінь · h4 білий слон · a3 білий пішак · c3 білий пішак · f3 білий пішак · c2 білий ферзь · g2 білий пішак · a1 біла тура · b1 білий слон · e1 білий король · h1 біла тура | a8 чорна тура · d8 чорний ферзь · f8 чорна тура · g8 чорний король · a7 чорний пішак · c7 чорний пішак · f7 чорний пішак · a6 чорний слон · b6 чорний пішак · e6 чорний пішак · g6 чорний кінь · h6 чорний пішак · a5 чорний кінь · d5 чорний пішак · e5 білий пішак · g5 чорний пішак · c4 білий пішак · d4 білий пішак · f4 білий кінь · h4 білий слон · a3 білий пішак · c3 білий пішак · f3 білий пішак · c2 білий ферзь · g2 білий пішак · a1 біла тура · b1 білий слон · e1 білий король · h1 біла тура | 7 |
| 6 | a8 чорна тура · d8 чорний ферзь · f8 чорна тура · g8 чорний король · a7 чорний пішак · c7 чорний пішак · f7 чорний пішак · a6 чорний слон · b6 чорний пішак · e6 чорний пішак · g6 чорний кінь · h6 чорний пішак · a5 чорний кінь · d5 чорний пішак · e5 білий пішак · g5 чорний пішак · c4 білий пішак · d4 білий пішак · f4 білий кінь · h4 білий слон · a3 білий пішак · c3 білий пішак · f3 білий пішак · c2 білий ферзь · g2 білий пішак · a1 біла тура · b1 білий слон · e1 білий король · h1 біла тура | a8 чорна тура · d8 чорний ферзь · f8 чорна тура · g8 чорний король · a7 чорний пішак · c7 чорний пішак · f7 чорний пішак · a6 чорний слон · b6 чорний пішак · e6 чорний пішак · g6 чорний кінь · h6 чорний пішак · a5 чорний кінь · d5 чорний пішак · e5 білий пішак · g5 чорний пішак · c4 білий пішак · d4 білий пішак · f4 білий кінь · h4 білий слон · a3 білий пішак · c3 білий пішак · f3 білий пішак · c2 білий ферзь · g2 білий пішак · a1 біла тура · b1 білий слон · e1 білий король · h1 біла тура | a8 чорна тура · d8 чорний ферзь · f8 чорна тура · g8 чорний король · a7 чорний пішак · c7 чорний пішак · f7 чорний пішак · a6 чорний слон · b6 чорний пішак · e6 чорний пішак · g6 чорний кінь · h6 чорний пішак · a5 чорний кінь · d5 чорний пішак · e5 білий пішак · g5 чорний пішак · c4 білий пішак · d4 білий пішак · f4 білий кінь · h4 білий слон · a3 білий пішак · c3 білий пішак · f3 білий пішак · c2 білий ферзь · g2 білий пішак · a1 біла тура · b1 білий слон · e1 білий король · h1 біла тура | a8 чорна тура · d8 чорний ферзь · f8 чорна тура · g8 чорний король · a7 чорний пішак · c7 чорний пішак · f7 чорний пішак · a6 чорний слон · b6 чорний пішак · e6 чорний пішак · g6 чорний кінь · h6 чорний пішак · a5 чорний кінь · d5 чорний пішак · e5 білий пішак · g5 чорний пішак · c4 білий пішак · d4 білий пішак · f4 білий кінь · h4 білий слон · a3 білий пішак · c3 білий пішак · f3 білий пішак · c2 білий ферзь · g2 білий пішак · a1 біла тура · b1 білий слон · e1 білий король · h1 біла тура | a8 чорна тура · d8 чорний ферзь · f8 чорна тура · g8 чорний король · a7 чорний пішак · c7 чорний пішак · f7 чорний пішак · a6 чорний слон · b6 чорний пішак · e6 чорний пішак · g6 чорний кінь · h6 чорний пішак · a5 чорний кінь · d5 чорний пішак · e5 білий пішак · g5 чорний пішак · c4 білий пішак · d4 білий пішак · f4 білий кінь · h4 білий слон · a3 білий пішак · c3 білий пішак · f3 білий пішак · c2 білий ферзь · g2 білий пішак · a1 біла тура · b1 білий слон · e1 білий король · h1 біла тура | a8 чорна тура · d8 чорний ферзь · f8 чорна тура · g8 чорний король · a7 чорний пішак · c7 чорний пішак · f7 чорний пішак · a6 чорний слон · b6 чорний пішак · e6 чорний пішак · g6 чорний кінь · h6 чорний пішак · a5 чорний кінь · d5 чорний пішак · e5 білий пішак · g5 чорний пішак · c4 білий пішак · d4 білий пішак · f4 білий кінь · h4 білий слон · a3 білий пішак · c3 білий пішак · f3 білий пішак · c2 білий ферзь · g2 білий пішак · a1 біла тура · b1 білий слон · e1 білий король · h1 біла тура | a8 чорна тура · d8 чорний ферзь · f8 чорна тура · g8 чорний король · a7 чорний пішак · c7 чорний пішак · f7 чорний пішак · a6 чорний слон · b6 чорний пішак · e6 чорний пішак · g6 чорний кінь · h6 чорний пішак · a5 чорний кінь · d5 чорний пішак · e5 білий пішак · g5 чорний пішак · c4 білий пішак · d4 білий пішак · f4 білий кінь · h4 білий слон · a3 білий пішак · c3 білий пішак · f3 білий пішак · c2 білий ферзь · g2 білий пішак · a1 біла тура · b1 білий слон · e1 білий король · h1 біла тура | a8 чорна тура · d8 чорний ферзь · f8 чорна тура · g8 чорний король · a7 чорний пішак · c7 чорний пішак · f7 чорний пішак · a6 чорний слон · b6 чорний пішак · e6 чорний пішак · g6 чорний кінь · h6 чорний пішак · a5 чорний кінь · d5 чорний пішак · e5 білий пішак · g5 чорний пішак · c4 білий пішак · d4 білий пішак · f4 білий кінь · h4 білий слон · a3 білий пішак · c3 білий пішак · f3 білий пішак · c2 білий ферзь · g2 білий пішак · a1 біла тура · b1 білий слон · e1 білий король · h1 біла тура | 6 |
| 5 | a8 чорна тура · d8 чорний ферзь · f8 чорна тура · g8 чорний король · a7 чорний пішак · c7 чорний пішак · f7 чорний пішак · a6 чорний слон · b6 чорний пішак · e6 чорний пішак · g6 чорний кінь · h6 чорний пішак · a5 чорний кінь · d5 чорний пішак · e5 білий пішак · g5 чорний пішак · c4 білий пішак · d4 білий пішак · f4 білий кінь · h4 білий слон · a3 білий пішак · c3 білий пішак · f3 білий пішак · c2 білий ферзь · g2 білий пішак · a1 біла тура · b1 білий слон · e1 білий король · h1 біла тура | a8 чорна тура · d8 чорний ферзь · f8 чорна тура · g8 чорний король · a7 чорний пішак · c7 чорний пішак · f7 чорний пішак · a6 чорний слон · b6 чорний пішак · e6 чорний пішак · g6 чорний кінь · h6 чорний пішак · a5 чорний кінь · d5 чорний пішак · e5 білий пішак · g5 чорний пішак · c4 білий пішак · d4 білий пішак · f4 білий кінь · h4 білий слон · a3 білий пішак · c3 білий пішак · f3 білий пішак · c2 білий ферзь · g2 білий пішак · a1 біла тура · b1 білий слон · e1 білий король · h1 біла тура | a8 чорна тура · d8 чорний ферзь · f8 чорна тура · g8 чорний король · a7 чорний пішак · c7 чорний пішак · f7 чорний пішак · a6 чорний слон · b6 чорний пішак · e6 чорний пішак · g6 чорний кінь · h6 чорний пішак · a5 чорний кінь · d5 чорний пішак · e5 білий пішак · g5 чорний пішак · c4 білий пішак · d4 білий пішак · f4 білий кінь · h4 білий слон · a3 білий пішак · c3 білий пішак · f3 білий пішак · c2 білий ферзь · g2 білий пішак · a1 біла тура · b1 білий слон · e1 білий король · h1 біла тура | a8 чорна тура · d8 чорний ферзь · f8 чорна тура · g8 чорний король · a7 чорний пішак · c7 чорний пішак · f7 чорний пішак · a6 чорний слон · b6 чорний пішак · e6 чорний пішак · g6 чорний кінь · h6 чорний пішак · a5 чорний кінь · d5 чорний пішак · e5 білий пішак · g5 чорний пішак · c4 білий пішак · d4 білий пішак · f4 білий кінь · h4 білий слон · a3 білий пішак · c3 білий пішак · f3 білий пішак · c2 білий ферзь · g2 білий пішак · a1 біла тура · b1 білий слон · e1 білий король · h1 біла тура | a8 чорна тура · d8 чорний ферзь · f8 чорна тура · g8 чорний король · a7 чорний пішак · c7 чорний пішак · f7 чорний пішак · a6 чорний слон · b6 чорний пішак · e6 чорний пішак · g6 чорний кінь · h6 чорний пішак · a5 чорний кінь · d5 чорний пішак · e5 білий пішак · g5 чорний пішак · c4 білий пішак · d4 білий пішак · f4 білий кінь · h4 білий слон · a3 білий пішак · c3 білий пішак · f3 білий пішак · c2 білий ферзь · g2 білий пішак · a1 біла тура · b1 білий слон · e1 білий король · h1 біла тура | a8 чорна тура · d8 чорний ферзь · f8 чорна тура · g8 чорний король · a7 чорний пішак · c7 чорний пішак · f7 чорний пішак · a6 чорний слон · b6 чорний пішак · e6 чорний пішак · g6 чорний кінь · h6 чорний пішак · a5 чорний кінь · d5 чорний пішак · e5 білий пішак · g5 чорний пішак · c4 білий пішак · d4 білий пішак · f4 білий кінь · h4 білий слон · a3 білий пішак · c3 білий пішак · f3 білий пішак · c2 білий ферзь · g2 білий пішак · a1 біла тура · b1 білий слон · e1 білий король · h1 біла тура | a8 чорна тура · d8 чорний ферзь · f8 чорна тура · g8 чорний король · a7 чорний пішак · c7 чорний пішак · f7 чорний пішак · a6 чорний слон · b6 чорний пішак · e6 чорний пішак · g6 чорний кінь · h6 чорний пішак · a5 чорний кінь · d5 чорний пішак · e5 білий пішак · g5 чорний пішак · c4 білий пішак · d4 білий пішак · f4 білий кінь · h4 білий слон · a3 білий пішак · c3 білий пішак · f3 білий пішак · c2 білий ферзь · g2 білий пішак · a1 біла тура · b1 білий слон · e1 білий король · h1 біла тура | a8 чорна тура · d8 чорний ферзь · f8 чорна тура · g8 чорний король · a7 чорний пішак · c7 чорний пішак · f7 чорний пішак · a6 чорний слон · b6 чорний пішак · e6 чорний пішак · g6 чорний кінь · h6 чорний пішак · a5 чорний кінь · d5 чорний пішак · e5 білий пішак · g5 чорний пішак · c4 білий пішак · d4 білий пішак · f4 білий кінь · h4 білий слон · a3 білий пішак · c3 білий пішак · f3 білий пішак · c2 білий ферзь · g2 білий пішак · a1 біла тура · b1 білий слон · e1 білий король · h1 біла тура | 5 |
| 4 | a8 чорна тура · d8 чорний ферзь · f8 чорна тура · g8 чорний король · a7 чорний пішак · c7 чорний пішак · f7 чорний пішак · a6 чорний слон · b6 чорний пішак · e6 чорний пішак · g6 чорний кінь · h6 чорний пішак · a5 чорний кінь · d5 чорний пішак · e5 білий пішак · g5 чорний пішак · c4 білий пішак · d4 білий пішак · f4 білий кінь · h4 білий слон · a3 білий пішак · c3 білий пішак · f3 білий пішак · c2 білий ферзь · g2 білий пішак · a1 біла тура · b1 білий слон · e1 білий король · h1 біла тура | a8 чорна тура · d8 чорний ферзь · f8 чорна тура · g8 чорний король · a7 чорний пішак · c7 чорний пішак · f7 чорний пішак · a6 чорний слон · b6 чорний пішак · e6 чорний пішак · g6 чорний кінь · h6 чорний пішак · a5 чорний кінь · d5 чорний пішак · e5 білий пішак · g5 чорний пішак · c4 білий пішак · d4 білий пішак · f4 білий кінь · h4 білий слон · a3 білий пішак · c3 білий пішак · f3 білий пішак · c2 білий ферзь · g2 білий пішак · a1 біла тура · b1 білий слон · e1 білий король · h1 біла тура | a8 чорна тура · d8 чорний ферзь · f8 чорна тура · g8 чорний король · a7 чорний пішак · c7 чорний пішак · f7 чорний пішак · a6 чорний слон · b6 чорний пішак · e6 чорний пішак · g6 чорний кінь · h6 чорний пішак · a5 чорний кінь · d5 чорний пішак · e5 білий пішак · g5 чорний пішак · c4 білий пішак · d4 білий пішак · f4 білий кінь · h4 білий слон · a3 білий пішак · c3 білий пішак · f3 білий пішак · c2 білий ферзь · g2 білий пішак · a1 біла тура · b1 білий слон · e1 білий король · h1 біла тура | a8 чорна тура · d8 чорний ферзь · f8 чорна тура · g8 чорний король · a7 чорний пішак · c7 чорний пішак · f7 чорний пішак · a6 чорний слон · b6 чорний пішак · e6 чорний пішак · g6 чорний кінь · h6 чорний пішак · a5 чорний кінь · d5 чорний пішак · e5 білий пішак · g5 чорний пішак · c4 білий пішак · d4 білий пішак · f4 білий кінь · h4 білий слон · a3 білий пішак · c3 білий пішак · f3 білий пішак · c2 білий ферзь · g2 білий пішак · a1 біла тура · b1 білий слон · e1 білий король · h1 біла тура | a8 чорна тура · d8 чорний ферзь · f8 чорна тура · g8 чорний король · a7 чорний пішак · c7 чорний пішак · f7 чорний пішак · a6 чорний слон · b6 чорний пішак · e6 чорний пішак · g6 чорний кінь · h6 чорний пішак · a5 чорний кінь · d5 чорний пішак · e5 білий пішак · g5 чорний пішак · c4 білий пішак · d4 білий пішак · f4 білий кінь · h4 білий слон · a3 білий пішак · c3 білий пішак · f3 білий пішак · c2 білий ферзь · g2 білий пішак · a1 біла тура · b1 білий слон · e1 білий король · h1 біла тура | a8 чорна тура · d8 чорний ферзь · f8 чорна тура · g8 чорний король · a7 чорний пішак · c7 чорний пішак · f7 чорний пішак · a6 чорний слон · b6 чорний пішак · e6 чорний пішак · g6 чорний кінь · h6 чорний пішак · a5 чорний кінь · d5 чорний пішак · e5 білий пішак · g5 чорний пішак · c4 білий пішак · d4 білий пішак · f4 білий кінь · h4 білий слон · a3 білий пішак · c3 білий пішак · f3 білий пішак · c2 білий ферзь · g2 білий пішак · a1 біла тура · b1 білий слон · e1 білий король · h1 біла тура | a8 чорна тура · d8 чорний ферзь · f8 чорна тура · g8 чорний король · a7 чорний пішак · c7 чорний пішак · f7 чорний пішак · a6 чорний слон · b6 чорний пішак · e6 чорний пішак · g6 чорний кінь · h6 чорний пішак · a5 чорний кінь · d5 чорний пішак · e5 білий пішак · g5 чорний пішак · c4 білий пішак · d4 білий пішак · f4 білий кінь · h4 білий слон · a3 білий пішак · c3 білий пішак · f3 білий пішак · c2 білий ферзь · g2 білий пішак · a1 біла тура · b1 білий слон · e1 білий король · h1 біла тура | a8 чорна тура · d8 чорний ферзь · f8 чорна тура · g8 чорний король · a7 чорний пішак · c7 чорний пішак · f7 чорний пішак · a6 чорний слон · b6 чорний пішак · e6 чорний пішак · g6 чорний кінь · h6 чорний пішак · a5 чорний кінь · d5 чорний пішак · e5 білий пішак · g5 чорний пішак · c4 білий пішак · d4 білий пішак · f4 білий кінь · h4 білий слон · a3 білий пішак · c3 білий пішак · f3 білий пішак · c2 білий ферзь · g2 білий пішак · a1 біла тура · b1 білий слон · e1 білий король · h1 біла тура | 4 |
| 3 | a8 чорна тура · d8 чорний ферзь · f8 чорна тура · g8 чорний король · a7 чорний пішак · c7 чорний пішак · f7 чорний пішак · a6 чорний слон · b6 чорний пішак · e6 чорний пішак · g6 чорний кінь · h6 чорний пішак · a5 чорний кінь · d5 чорний пішак · e5 білий пішак · g5 чорний пішак · c4 білий пішак · d4 білий пішак · f4 білий кінь · h4 білий слон · a3 білий пішак · c3 білий пішак · f3 білий пішак · c2 білий ферзь · g2 білий пішак · a1 біла тура · b1 білий слон · e1 білий король · h1 біла тура | a8 чорна тура · d8 чорний ферзь · f8 чорна тура · g8 чорний король · a7 чорний пішак · c7 чорний пішак · f7 чорний пішак · a6 чорний слон · b6 чорний пішак · e6 чорний пішак · g6 чорний кінь · h6 чорний пішак · a5 чорний кінь · d5 чорний пішак · e5 білий пішак · g5 чорний пішак · c4 білий пішак · d4 білий пішак · f4 білий кінь · h4 білий слон · a3 білий пішак · c3 білий пішак · f3 білий пішак · c2 білий ферзь · g2 білий пішак · a1 біла тура · b1 білий слон · e1 білий король · h1 біла тура | a8 чорна тура · d8 чорний ферзь · f8 чорна тура · g8 чорний король · a7 чорний пішак · c7 чорний пішак · f7 чорний пішак · a6 чорний слон · b6 чорний пішак · e6 чорний пішак · g6 чорний кінь · h6 чорний пішак · a5 чорний кінь · d5 чорний пішак · e5 білий пішак · g5 чорний пішак · c4 білий пішак · d4 білий пішак · f4 білий кінь · h4 білий слон · a3 білий пішак · c3 білий пішак · f3 білий пішак · c2 білий ферзь · g2 білий пішак · a1 біла тура · b1 білий слон · e1 білий король · h1 біла тура | a8 чорна тура · d8 чорний ферзь · f8 чорна тура · g8 чорний король · a7 чорний пішак · c7 чорний пішак · f7 чорний пішак · a6 чорний слон · b6 чорний пішак · e6 чорний пішак · g6 чорний кінь · h6 чорний пішак · a5 чорний кінь · d5 чорний пішак · e5 білий пішак · g5 чорний пішак · c4 білий пішак · d4 білий пішак · f4 білий кінь · h4 білий слон · a3 білий пішак · c3 білий пішак · f3 білий пішак · c2 білий ферзь · g2 білий пішак · a1 біла тура · b1 білий слон · e1 білий король · h1 біла тура | a8 чорна тура · d8 чорний ферзь · f8 чорна тура · g8 чорний король · a7 чорний пішак · c7 чорний пішак · f7 чорний пішак · a6 чорний слон · b6 чорний пішак · e6 чорний пішак · g6 чорний кінь · h6 чорний пішак · a5 чорний кінь · d5 чорний пішак · e5 білий пішак · g5 чорний пішак · c4 білий пішак · d4 білий пішак · f4 білий кінь · h4 білий слон · a3 білий пішак · c3 білий пішак · f3 білий пішак · c2 білий ферзь · g2 білий пішак · a1 біла тура · b1 білий слон · e1 білий король · h1 біла тура | a8 чорна тура · d8 чорний ферзь · f8 чорна тура · g8 чорний король · a7 чорний пішак · c7 чорний пішак · f7 чорний пішак · a6 чорний слон · b6 чорний пішак · e6 чорний пішак · g6 чорний кінь · h6 чорний пішак · a5 чорний кінь · d5 чорний пішак · e5 білий пішак · g5 чорний пішак · c4 білий пішак · d4 білий пішак · f4 білий кінь · h4 білий слон · a3 білий пішак · c3 білий пішак · f3 білий пішак · c2 білий ферзь · g2 білий пішак · a1 біла тура · b1 білий слон · e1 білий король · h1 біла тура | a8 чорна тура · d8 чорний ферзь · f8 чорна тура · g8 чорний король · a7 чорний пішак · c7 чорний пішак · f7 чорний пішак · a6 чорний слон · b6 чорний пішак · e6 чорний пішак · g6 чорний кінь · h6 чорний пішак · a5 чорний кінь · d5 чорний пішак · e5 білий пішак · g5 чорний пішак · c4 білий пішак · d4 білий пішак · f4 білий кінь · h4 білий слон · a3 білий пішак · c3 білий пішак · f3 білий пішак · c2 білий ферзь · g2 білий пішак · a1 біла тура · b1 білий слон · e1 білий король · h1 біла тура | a8 чорна тура · d8 чорний ферзь · f8 чорна тура · g8 чорний король · a7 чорний пішак · c7 чорний пішак · f7 чорний пішак · a6 чорний слон · b6 чорний пішак · e6 чорний пішак · g6 чорний кінь · h6 чорний пішак · a5 чорний кінь · d5 чорний пішак · e5 білий пішак · g5 чорний пішак · c4 білий пішак · d4 білий пішак · f4 білий кінь · h4 білий слон · a3 білий пішак · c3 білий пішак · f3 білий пішак · c2 білий ферзь · g2 білий пішак · a1 біла тура · b1 білий слон · e1 білий король · h1 біла тура | 3 |
| 2 | a8 чорна тура · d8 чорний ферзь · f8 чорна тура · g8 чорний король · a7 чорний пішак · c7 чорний пішак · f7 чорний пішак · a6 чорний слон · b6 чорний пішак · e6 чорний пішак · g6 чорний кінь · h6 чорний пішак · a5 чорний кінь · d5 чорний пішак · e5 білий пішак · g5 чорний пішак · c4 білий пішак · d4 білий пішак · f4 білий кінь · h4 білий слон · a3 білий пішак · c3 білий пішак · f3 білий пішак · c2 білий ферзь · g2 білий пішак · a1 біла тура · b1 білий слон · e1 білий король · h1 біла тура | a8 чорна тура · d8 чорний ферзь · f8 чорна тура · g8 чорний король · a7 чорний пішак · c7 чорний пішак · f7 чорний пішак · a6 чорний слон · b6 чорний пішак · e6 чорний пішак · g6 чорний кінь · h6 чорний пішак · a5 чорний кінь · d5 чорний пішак · e5 білий пішак · g5 чорний пішак · c4 білий пішак · d4 білий пішак · f4 білий кінь · h4 білий слон · a3 білий пішак · c3 білий пішак · f3 білий пішак · c2 білий ферзь · g2 білий пішак · a1 біла тура · b1 білий слон · e1 білий король · h1 біла тура | a8 чорна тура · d8 чорний ферзь · f8 чорна тура · g8 чорний король · a7 чорний пішак · c7 чорний пішак · f7 чорний пішак · a6 чорний слон · b6 чорний пішак · e6 чорний пішак · g6 чорний кінь · h6 чорний пішак · a5 чорний кінь · d5 чорний пішак · e5 білий пішак · g5 чорний пішак · c4 білий пішак · d4 білий пішак · f4 білий кінь · h4 білий слон · a3 білий пішак · c3 білий пішак · f3 білий пішак · c2 білий ферзь · g2 білий пішак · a1 біла тура · b1 білий слон · e1 білий король · h1 біла тура | a8 чорна тура · d8 чорний ферзь · f8 чорна тура · g8 чорний король · a7 чорний пішак · c7 чорний пішак · f7 чорний пішак · a6 чорний слон · b6 чорний пішак · e6 чорний пішак · g6 чорний кінь · h6 чорний пішак · a5 чорний кінь · d5 чорний пішак · e5 білий пішак · g5 чорний пішак · c4 білий пішак · d4 білий пішак · f4 білий кінь · h4 білий слон · a3 білий пішак · c3 білий пішак · f3 білий пішак · c2 білий ферзь · g2 білий пішак · a1 біла тура · b1 білий слон · e1 білий король · h1 біла тура | a8 чорна тура · d8 чорний ферзь · f8 чорна тура · g8 чорний король · a7 чорний пішак · c7 чорний пішак · f7 чорний пішак · a6 чорний слон · b6 чорний пішак · e6 чорний пішак · g6 чорний кінь · h6 чорний пішак · a5 чорний кінь · d5 чорний пішак · e5 білий пішак · g5 чорний пішак · c4 білий пішак · d4 білий пішак · f4 білий кінь · h4 білий слон · a3 білий пішак · c3 білий пішак · f3 білий пішак · c2 білий ферзь · g2 білий пішак · a1 біла тура · b1 білий слон · e1 білий король · h1 біла тура | a8 чорна тура · d8 чорний ферзь · f8 чорна тура · g8 чорний король · a7 чорний пішак · c7 чорний пішак · f7 чорний пішак · a6 чорний слон · b6 чорний пішак · e6 чорний пішак · g6 чорний кінь · h6 чорний пішак · a5 чорний кінь · d5 чорний пішак · e5 білий пішак · g5 чорний пішак · c4 білий пішак · d4 білий пішак · f4 білий кінь · h4 білий слон · a3 білий пішак · c3 білий пішак · f3 білий пішак · c2 білий ферзь · g2 білий пішак · a1 біла тура · b1 білий слон · e1 білий король · h1 біла тура | a8 чорна тура · d8 чорний ферзь · f8 чорна тура · g8 чорний король · a7 чорний пішак · c7 чорний пішак · f7 чорний пішак · a6 чорний слон · b6 чорний пішак · e6 чорний пішак · g6 чорний кінь · h6 чорний пішак · a5 чорний кінь · d5 чорний пішак · e5 білий пішак · g5 чорний пішак · c4 білий пішак · d4 білий пішак · f4 білий кінь · h4 білий слон · a3 білий пішак · c3 білий пішак · f3 білий пішак · c2 білий ферзь · g2 білий пішак · a1 біла тура · b1 білий слон · e1 білий король · h1 біла тура | a8 чорна тура · d8 чорний ферзь · f8 чорна тура · g8 чорний король · a7 чорний пішак · c7 чорний пішак · f7 чорний пішак · a6 чорний слон · b6 чорний пішак · e6 чорний пішак · g6 чорний кінь · h6 чорний пішак · a5 чорний кінь · d5 чорний пішак · e5 білий пішак · g5 чорний пішак · c4 білий пішак · d4 білий пішак · f4 білий кінь · h4 білий слон · a3 білий пішак · c3 білий пішак · f3 білий пішак · c2 білий ферзь · g2 білий пішак · a1 біла тура · b1 білий слон · e1 білий король · h1 біла тура | 2 |
| 1 | a8 чорна тура · d8 чорний ферзь · f8 чорна тура · g8 чорний король · a7 чорний пішак · c7 чорний пішак · f7 чорний пішак · a6 чорний слон · b6 чорний пішак · e6 чорний пішак · g6 чорний кінь · h6 чорний пішак · a5 чорний кінь · d5 чорний пішак · e5 білий пішак · g5 чорний пішак · c4 білий пішак · d4 білий пішак · f4 білий кінь · h4 білий слон · a3 білий пішак · c3 білий пішак · f3 білий пішак · c2 білий ферзь · g2 білий пішак · a1 біла тура · b1 білий слон · e1 білий король · h1 біла тура | a8 чорна тура · d8 чорний ферзь · f8 чорна тура · g8 чорний король · a7 чорний пішак · c7 чорний пішак · f7 чорний пішак · a6 чорний слон · b6 чорний пішак · e6 чорний пішак · g6 чорний кінь · h6 чорний пішак · a5 чорний кінь · d5 чорний пішак · e5 білий пішак · g5 чорний пішак · c4 білий пішак · d4 білий пішак · f4 білий кінь · h4 білий слон · a3 білий пішак · c3 білий пішак · f3 білий пішак · c2 білий ферзь · g2 білий пішак · a1 біла тура · b1 білий слон · e1 білий король · h1 біла тура | a8 чорна тура · d8 чорний ферзь · f8 чорна тура · g8 чорний король · a7 чорний пішак · c7 чорний пішак · f7 чорний пішак · a6 чорний слон · b6 чорний пішак · e6 чорний пішак · g6 чорний кінь · h6 чорний пішак · a5 чорний кінь · d5 чорний пішак · e5 білий пішак · g5 чорний пішак · c4 білий пішак · d4 білий пішак · f4 білий кінь · h4 білий слон · a3 білий пішак · c3 білий пішак · f3 білий пішак · c2 білий ферзь · g2 білий пішак · a1 біла тура · b1 білий слон · e1 білий король · h1 біла тура | a8 чорна тура · d8 чорний ферзь · f8 чорна тура · g8 чорний король · a7 чорний пішак · c7 чорний пішак · f7 чорний пішак · a6 чорний слон · b6 чорний пішак · e6 чорний пішак · g6 чорний кінь · h6 чорний пішак · a5 чорний кінь · d5 чорний пішак · e5 білий пішак · g5 чорний пішак · c4 білий пішак · d4 білий пішак · f4 білий кінь · h4 білий слон · a3 білий пішак · c3 білий пішак · f3 білий пішак · c2 білий ферзь · g2 білий пішак · a1 біла тура · b1 білий слон · e1 білий король · h1 біла тура | a8 чорна тура · d8 чорний ферзь · f8 чорна тура · g8 чорний король · a7 чорний пішак · c7 чорний пішак · f7 чорний пішак · a6 чорний слон · b6 чорний пішак · e6 чорний пішак · g6 чорний кінь · h6 чорний пішак · a5 чорний кінь · d5 чорний пішак · e5 білий пішак · g5 чорний пішак · c4 білий пішак · d4 білий пішак · f4 білий кінь · h4 білий слон · a3 білий пішак · c3 білий пішак · f3 білий пішак · c2 білий ферзь · g2 білий пішак · a1 біла тура · b1 білий слон · e1 білий король · h1 біла тура | a8 чорна тура · d8 чорний ферзь · f8 чорна тура · g8 чорний король · a7 чорний пішак · c7 чорний пішак · f7 чорний пішак · a6 чорний слон · b6 чорний пішак · e6 чорний пішак · g6 чорний кінь · h6 чорний пішак · a5 чорний кінь · d5 чорний пішак · e5 білий пішак · g5 чорний пішак · c4 білий пішак · d4 білий пішак · f4 білий кінь · h4 білий слон · a3 білий пішак · c3 білий пішак · f3 білий пішак · c2 білий ферзь · g2 білий пішак · a1 біла тура · b1 білий слон · e1 білий король · h1 біла тура | a8 чорна тура · d8 чорний ферзь · f8 чорна тура · g8 чорний король · a7 чорний пішак · c7 чорний пішак · f7 чорний пішак · a6 чорний слон · b6 чорний пішак · e6 чорний пішак · g6 чорний кінь · h6 чорний пішак · a5 чорний кінь · d5 чорний пішак · e5 білий пішак · g5 чорний пішак · c4 білий пішак · d4 білий пішак · f4 білий кінь · h4 білий слон · a3 білий пішак · c3 білий пішак · f3 білий пішак · c2 білий ферзь · g2 білий пішак · a1 біла тура · b1 білий слон · e1 білий король · h1 біла тура | a8 чорна тура · d8 чорний ферзь · f8 чорна тура · g8 чорний король · a7 чорний пішак · c7 чорний пішак · f7 чорний пішак · a6 чорний слон · b6 чорний пішак · e6 чорний пішак · g6 чорний кінь · h6 чорний пішак · a5 чорний кінь · d5 чорний пішак · e5 білий пішак · g5 чорний пішак · c4 білий пішак · d4 білий пішак · f4 білий кінь · h4 білий слон · a3 білий пішак · c3 білий пішак · f3 білий пішак · c2 білий ферзь · g2 білий пішак · a1 біла тура · b1 білий слон · e1 білий король · h1 біла тура | 1 |
|   | a | b | c | d | e | f | g | h |   |

1. d4 Кf6 2. c4 e6 3. Кc3 Сb4 4. a3 С:c3+ 5. bc Кc6

Одна із систем захисту, яка була в моді на той час. Мені вона не видається надійною. Перспективніше, на мій погляд, 5. … 0-0, 6. … d6 7. … e5 або 5. … c5.

6. f3 b6 7. e4 Сa6 8. e5! …

Білі відкидають назад коня чорних і відкривають важливу діагональ своєму білопольному слону.

8. … Кg8 9. Кh3 Кa5 10. Фa4 Кe7 11. Сd3 0-0 12. Сg5! …

Перший із серії атакувальних ходів, які дають білим перевагу.

12. … h6 13. Сh4 d5?

Серйозна помилка. Єдиним способом захисту було 13. … Фe8, але й тоді білі стоять краще.

14. Сb1! g5 15. Фc2 Кg6 16. Кf4!! … (див. діаграму)

Несподіваний ефективний удар. Білі знищують коня g6 і отримують доступ до чорного короля. 

16. … gh 17. К:g6 Тe8

Практично сильніше було 17. f5, жертвуючи якість; тепер же атака білих усе вирішує.

18. Кh8! …

Новий комбінаційний удар. Чужий кінь вривається у табір чорних, на підступах до нього білий ферзь і слон b1. Пішакове прикриття королівського флангу підривають і починається переслідування чорного короля по всій шахівниці.

18. … Тe7 19. Фh7+ Крf8 20. f4 К:c4 21. f5! ef 22. 0-0 Сc8 23. С:f5 С:f5 24. Т:f5 Крe8 25. Т:f7 Крd7 26. Фf5+ Крc6 27. Фf6+ Крd7 28. e6+ Крc6 29. Т:e7 Ф:h8 30. Т:c7+! Крb5 31. Фe7 a5 32. Фd7+ Крa6 33. Тb1. Чорні здались.
Котов — Елісказес, Сальтшебаден, 1952
Відхилений ферзевий гамбіт (D51)
1. d4 d5 2. c4 e6 3. Кc3 Кf6 4. Сg5 Кbd7 5. e3 c6 6. Фc2 Фa5 7. cd К:d5 8. e4 К:c3 9. Сd2 e5 10. bc ed 11. cd Сb4 12. Тb1 С:d2+ 13. Ф:d2 Ф:d2+ 14. Кр:d2 Кb6 15. Сd3 Сe6 16. a4 0-0-0 17. Кe2 К:a4 18. Тa1 Кb2 19. Т:a7 Крb8 20. Тha1 Сc4 21. С:c4 К:c4+ 22. Крd3 Кb6 23. g4 Крc7 24. f4 Тd7 25. Т7a5 Тhd8 26. Тg5 f6 27. Тga5 Кc8 28. f5 g5 29. h4 h6 30. hg hg 31. Тh1 Кd6 32. Тh6 Тe7 33. Кc3 Тde8 34. e5 fe 35. Кd5+ cd 36. Тc5+ Крb8 37. Т:d6 ed 38. Тc:d5 Тe3+ 39. Крc4 Тc8+ 40. Кр:d4 Тg3 41. f6 Т:g4+ 42. Крe5 Тf4 43. Тd8 Т:d8 44. Т:d8+ Крc7 45. Тg8 Крd7 46. Тg7+ Крe8 47. Т:b7 Тf2 48. Крe6 Тe2+ 49. Крf5 g4 50. Крg6 Тf2 51. f7+ Крf8 52. Тb8+ Крe7 53. Тe8+. Чорні здались.

## Праці
Котова
- Белка в колесе: Рассказы.- М.: Мол. гвардия, 1967.- 159 с.
- В шутку и всерьез.- 2-е изд.- Калуга: Приок. кн. изд-во, 1966.- 276 с.: ил.
- Записки шахматиста.- Тула: Кн. изд-во, 1960.- 320 с.
- Мастерство.- М.: Сов. Россия, 1975.- 222 с.
- Международный шахматный турнир. Венеция, 1950 г.: Сб. партий.- М.: Физкультура и спорт, 1952.- 268 с.: ил.
- Похищение Прозерпины.- М.: Мол. гвардия, 1961.- 159 с.
- Советская шахматная школа / А.Котов, М.Юдович.- М.: Физкультура и спорт, 1951.- 327 с.
- Уральский самоцвет.- 2-е изд., испр. и доп.- М.: Сов. Россия, 1980.- 372 с., 17 л. илл., 1 портр.
- Шахматное наследие Алехина: В 2-х т.- 2-е изд., перераб. и доп.- М.: Физкультура и спорт, 1982.
Т.1.- 383 с.: ил.
Т.2.- 400 с.: ил.